# Außenpolitik Osttimors

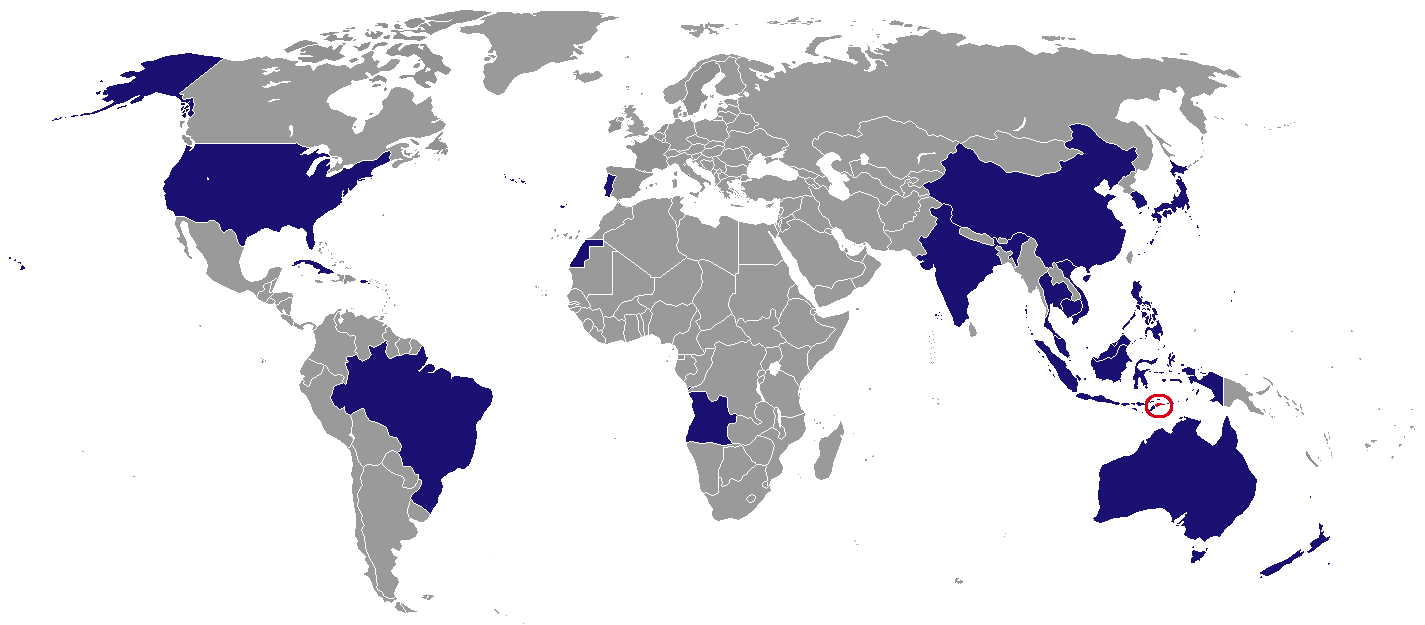
Staaten mit Botschaften in Osttimor

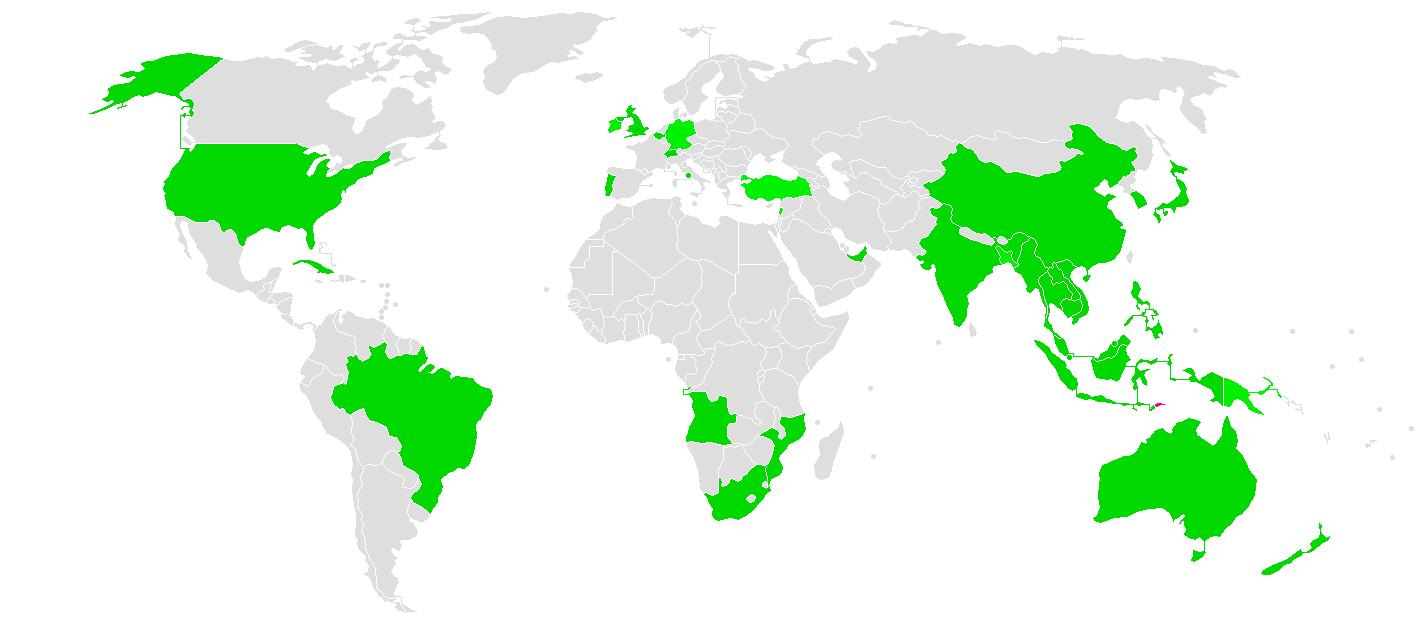
Staaten mit diplomatischen Missionen von Osttimor

Staaten mit diplomatischen Beziehungen zu Osttimor

Die Außenpolitik Osttimors wird durch die bilateralen Beziehungen Osttimors mit Staaten auf der ganzen Welt geprägt. Daneben ist Osttimor auch Mitglied in mehreren internationalen Organisationen.

## Hintergrund

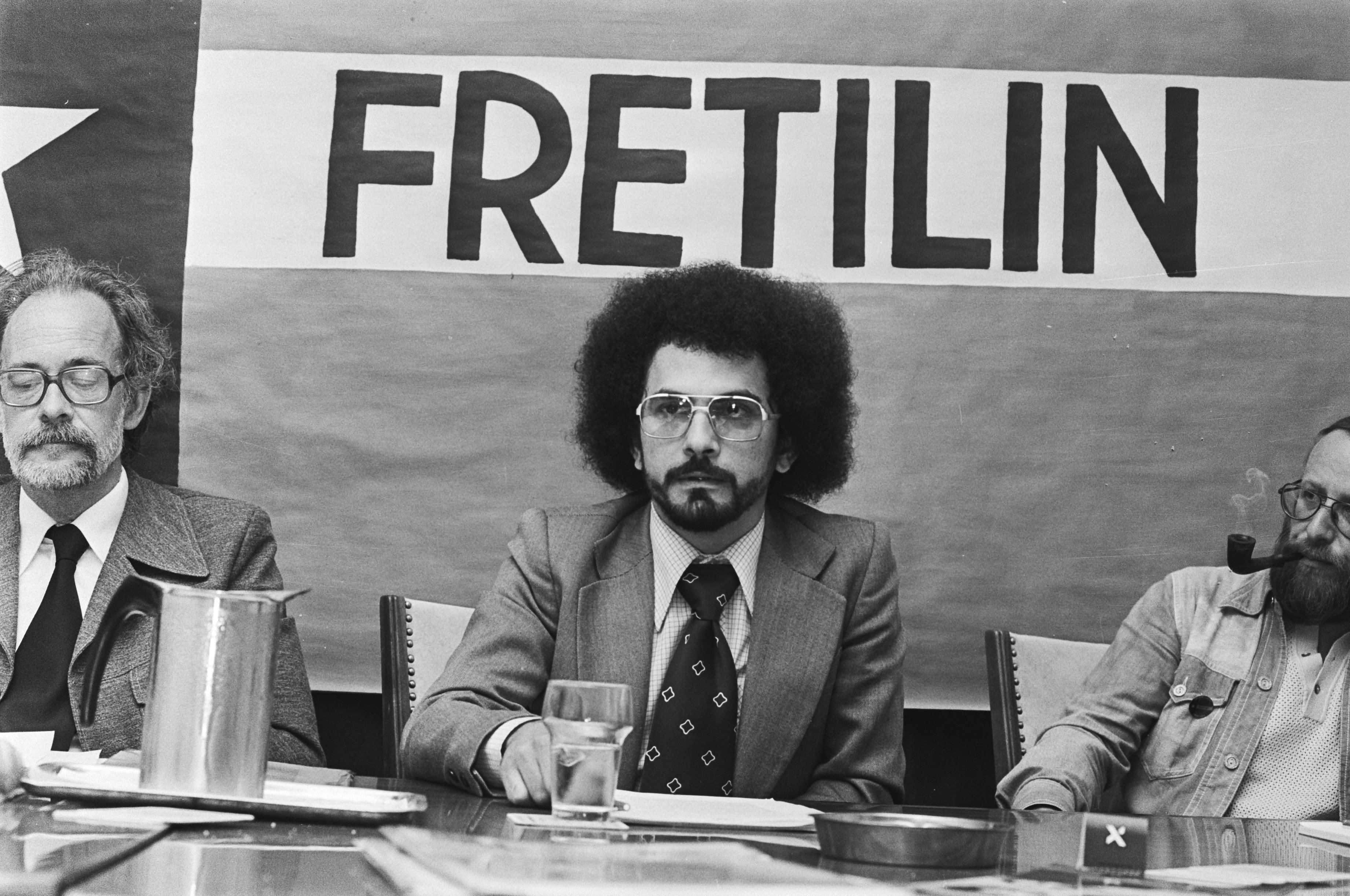
José Ramos-Horta, Außenminister der Exilregierung auf einer Pressekonferenz in Amsterdam (1976)

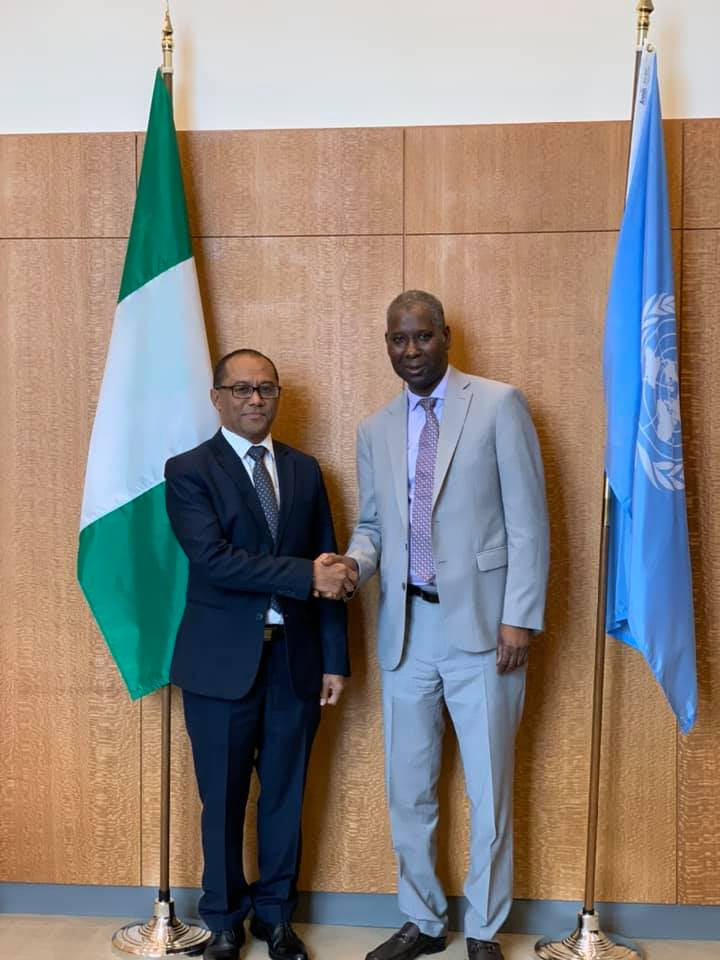
Außenminister Dionísio Babo (links) und Tijjani Muhammad Bande, Präsident der Generalversammlung der Vereinten Nationen aus Nigeria (2019)

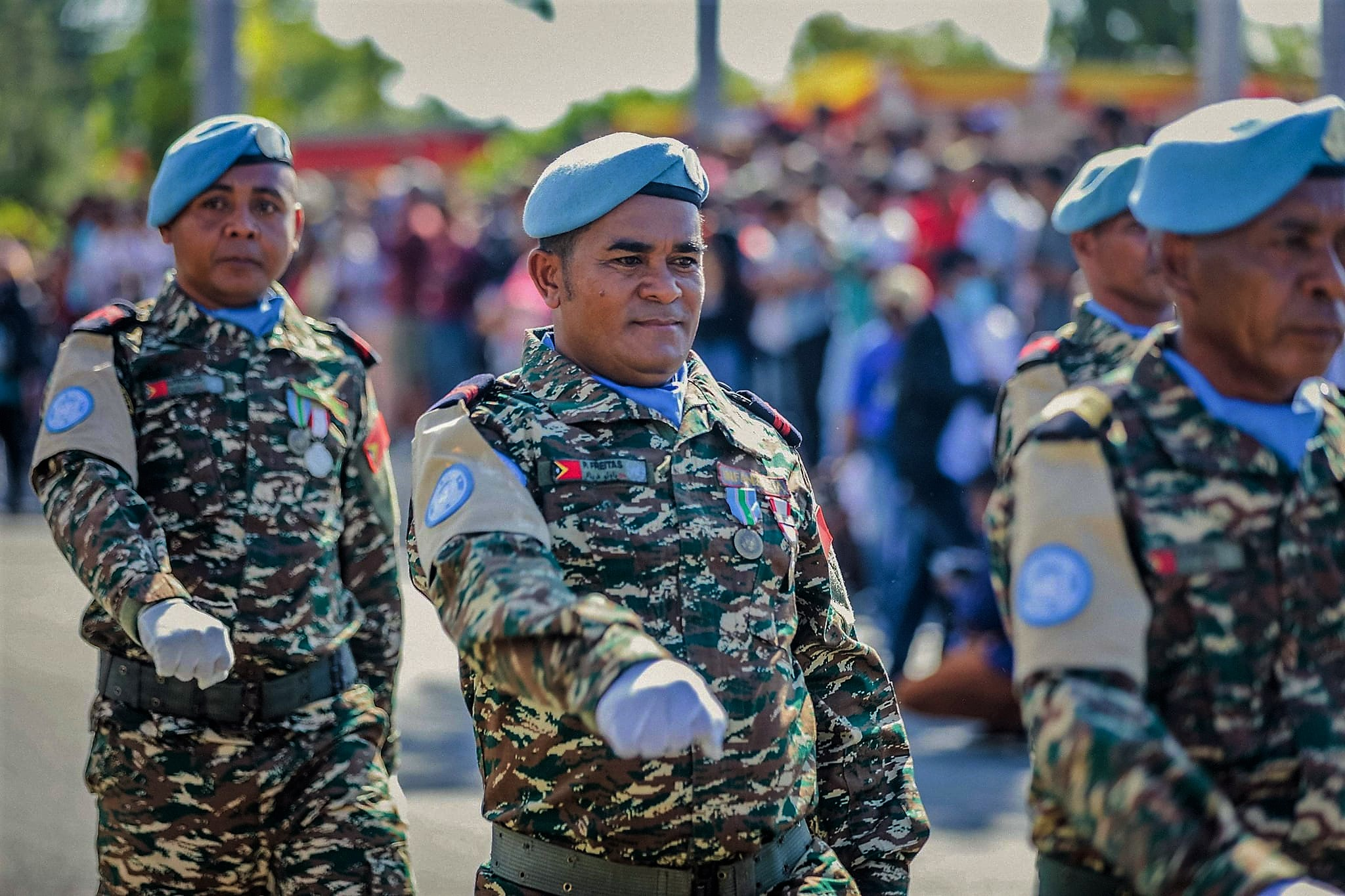
Blauhelmsoldaten aus Osttimor

Die Außenpolitik begann bereits während des Endes der portugiesischen Kolonialzeit 1975. Aufgrund der indonesischen Bedrohung versuchte die FRETILIN, die größte Partei der Kolonie im Ausland Unterstützung für ihr Ziel der Unabhängigkeit zu finden. Als Indonesien damit begann in das Grenzgebiet verdeckt einzudringen, rief die FRETILIN einseitig die Unabhängigkeit aus. Die Unabhängigkeitserklärung der Demokratischen Republik Osttimor (portugiesisch República Democrática de Timor-Leste, tetum Repúblika Demokrátika Timor Lorosa'e) RDTL wurde von insgesamt nur zwölf Staaten anerkannt, neben den ehemaligen portugiesischen Kolonien Angola, Kap Verde, Guinea-Bissau, Mosambik und São Tomé und Príncipe, auch von der Volksrepublik China (als einzigem ständigen Mitglied des Weltsicherheitsrates), Kuba und Vietnam. Portugal, Indonesien, Australien, die Vereinigten Staaten und die Vereinten Nationen verweigerten aber die Anerkennung. Aber auch die indonesische Annexion 1976 wurde nicht akzeptiert. International galt Osttimor weiterhin als „abhängiges Territorium unter portugiesischer Verwaltung“.
Während in Osttimor selbst der bewaffnete Widerstand gegen die Besatzer weiter geführt wurde, versuchten Vertreter der FRETILIN und später der überparteilichen Dachorganisation des Widerstands, der Conselho Nacional de Resistência Timorense (CNRT), eine diplomatische Lösung für den Konflikt zu erreichen. Ab 1976 hatte die FRETILIN mit José Ramos-Horta, der bis 1977 Außenminister der Exilregierung war, auch einen Ständigen Vertreter bei den Vereinten Nationen. Neben kommunistischen Staaten, wie die Volksrepublik China und Kuba, kam Unterstützung vor allem von der römisch-katholischen Kirche, den lusophonen Staaten in Afrika und Portugal, später auch von Irland. Exilpolitiker fanden Zuflucht in Mosambik, Kuba und Europa. Nach dem Papstbesuch 1989, dem Ende des Kalten Krieges und dem Santa-Cruz-Massaker 1991 kam auch vermehrt Unterstützung aus der restlichen Europäischen Union, Australien und den USA. 1996 erhielten der osttimoresische Bischof Carlos Filipe Ximenes Belo und José Ramos-Horta den Friedensnobelpreis.
Nach dem Zusammenbruch der indonesischen Diktatur einigten sich die Vereinten Nationen, Indonesien und Portugal über die Abhaltung eines Unabhängigkeitsreferendum in Osttimor, in dem sich die Bevölkerung klar für die Unabhängigkeit von Indonesien aussprach. Als eine letzte Gewaltwelle durch indonesische Sicherheitskräfte und pro-indonesische Milizen ausbrach, schickten die Vereinten Nationen mit den Internationalen Streitkräften Osttimor (INTERFET) eine von Australien geführte Streitmacht, um wieder für Ordnung zu sorgen. Osttimor kam für drei Jahre unter UN-Verwaltung und wurde am 20. Mai 2002 in die Unabhängigkeit entlassen.
Osttimor nutzt alle Wege für freundschaftliche Beziehungen. Mit der ehemaligen Besatzungsmacht Indonesien hat es sich ausgesöhnt, ebenso mit der Kolonialmacht Portugal. Über die Gemeinschaft der Portugiesischsprachigen Länder (CPLP) hält Osttimor auch enge Kontakte mit den afrikanischen Mitgliedern, Brasilien und Macau. Portugal dient auch, zusammen mit Irland, als Tor zur Europäischen Union. Der katholische Glauben dient als verbindendes Element mit den Philippinen. Sie und Indonesien gehören zu den stärksten Befürwortern des von Osttimor angestrebten Beitritts zu den ASEAN. Die melanesische Kultur einiger Ethnien Osttimors bildet die Grundlage der guten Beziehungen zu Papua-Neuguinea und den Südseestaaten.
In Australien gibt es viel Sympathie, da Osttimoresen bei der Schlacht um Timor auf Seiten der Alliierten kämpften und so eine japanische Invasion Australiens verhinderten. Trotzdem gab es jahrelang Streit über die Grenzziehung in der Timorsee und der Ausbeutung der dortigen Bodenschätze. Auch war Australien das einzige Land weltweit, das de facto die indonesische Annexion von Osttimor anerkannte.
Große Unterstützung erhält Osttimor von Kuba und der Volksrepublik China, während die Vereinigten Staaten ebenfalls enge Beziehungen zu dem südostasiatischen Land pflegen. Weitere wichtige Partner sind Neuseeland, das Vereinigte Königreich, Südkorea und Japan.
Aufgrund seiner langen Geschichte der Fremdherrschaft hat Osttimor besondere Beziehungen zur Westsahara geknüpft und unterstützt sowohl den Kosovo, als auch die Palästinensischen Autonomiegebiete. Als ehemals fragiler Staat engagiert sich Osttimor in einer Führungsposition bei den g7+-Staaten.
Osttimors Außenpolitik folgt dem Prinzip „Viele Freundschaften schließen und Null Feinde“ (tetum Amigos Barak no Zero Inimigos). Mit der Agência de Cooperação de Timor-Leste (ACTL) koordiniert Osttimor auch seine eigene Entwicklungshilfe für andere Länder. Die ACTL verfügt über die Möglichkeit eigene Vertretungen in Ländern ohne diplomatischen Vertretungen Osttimors zu gründen. Eine dieser „Technischen Vertretungen für Zusammenarbeit“ (portugiesisch Representações Técnicas de Cooperação RTC) befindet sich in Bissau. Guinea-Bissau ist der wichtigste Nutznießer von osttimoresischer Entwicklungshilfe.
Das Außenministerium Osttimors hat seinen Sitz im Stadtteil Fatuhada der Landeshauptstadt Dili.

## Beziehungen zu Organisationen

### ASEAN

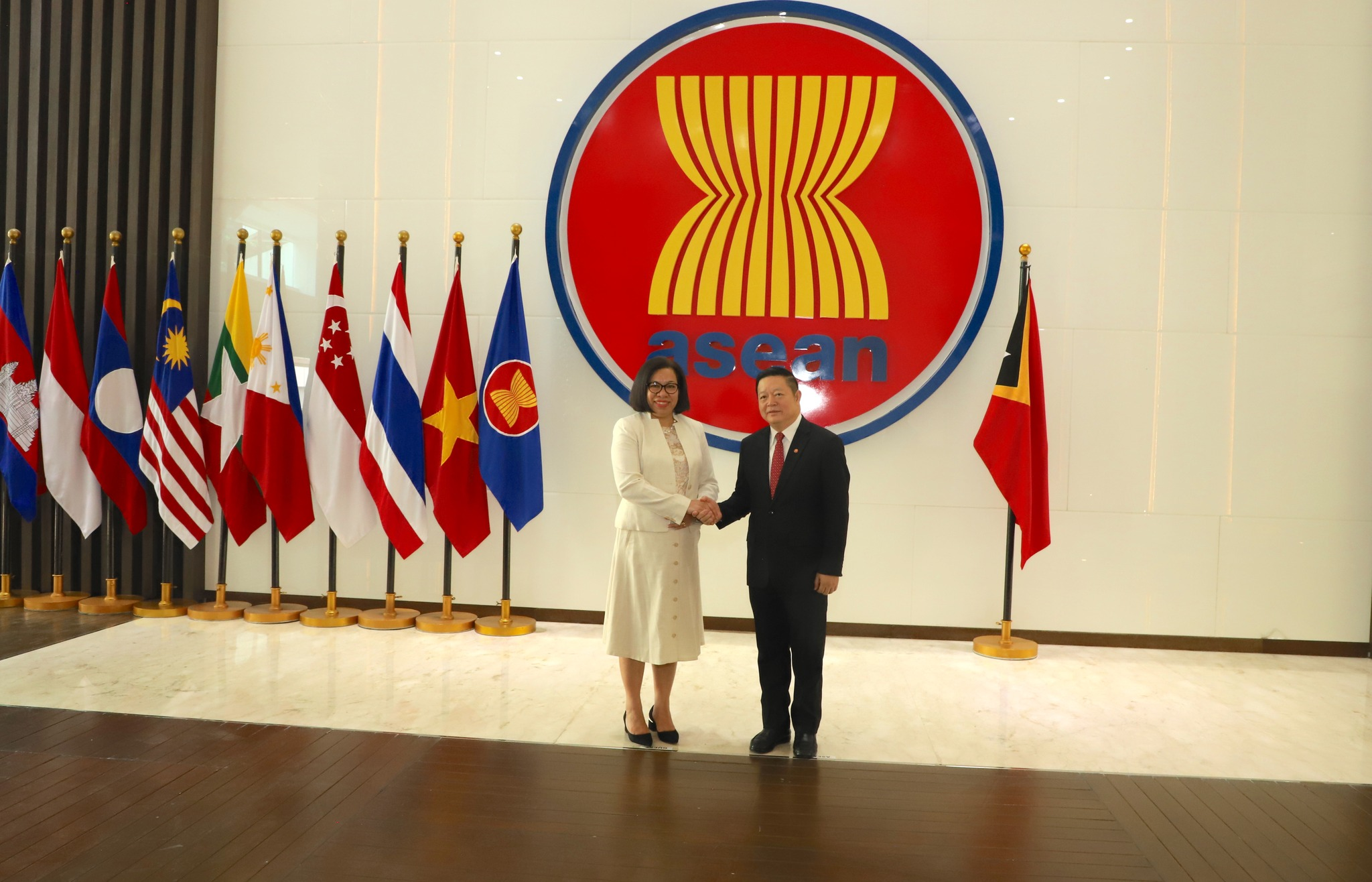
Außenministerin Magno im ASEAN-Sekretariat zu Gast

Osttimor strebt den baldigen Beitritt zu den ASEAN an. Ein Großteil der Handelsbeziehungen läuft über die Staaten Südostasiens.
Nach der Aufnahme in das ASEAN Regional Forum (ARF) im Juli 2005 wurde der Antrag zur Aufnajme in die ASEAN am 28. Juli 2006 in Kuala Lumpur gestellt. In Vorbereitung zum Beitritt hat Osttimor am 14. Januar 2007 einen Vertrag über Freundschaft und Zusammenarbeit mit den ASEAN-Staaten unterzeichnet. Im August 2007 erklärten die ASEAN-Staaten ihre grundsätzliche Bereitschaft, Osttimor aufzunehmen. 2010 wohnte Osttimor als „Sondergast der Präsidentschaft“ den ASEAN-Gipfeltreffen bei. Während Indonesien, Malaysia, Brunei, Thailand, Kambodscha, die Philippinen und Myanmar Osttimor bei seinem Wunsch auf Vollmitgliedschaft unterstützten, wurden hinter vorgehaltener Hand Bedenken geäußert, die ASEAN hätte bereits mit Myanmar genug Probleme. Vor allem Singapur war skeptisch, ob Osttimor einen Beitritt verkraften würde. Noch im Mai 2011 bremste Osttimors Premierminister Xanana Gusmão Hoffnungen. Noch fehle es dem Land an den nötigen „Humanressourcen“. 2022 erklärten die ASEAN, man wolle Osttimor aufnehmen. Premierminister Taur Matan Ruak rechnete mit einer Aufnahme Ende 2023. Allerdings erklärte nach einem erneuten Regierungswechsel Premierminister Xanana Gusmão im August 2023, Osttimor werde als demokratischer Staat den ASEAN nicht beitreten, solange Militärregierungen, wie in Myanmar, im Bündnis akzeptiert werden. Beim folgenden ASEAN-Gipfel ermunterte die ASEAN Osttimor, weiterhin daran zu arbeiten, die Voraussetzungen für einen Beitritt zu erfüllen.

### Europäische Union

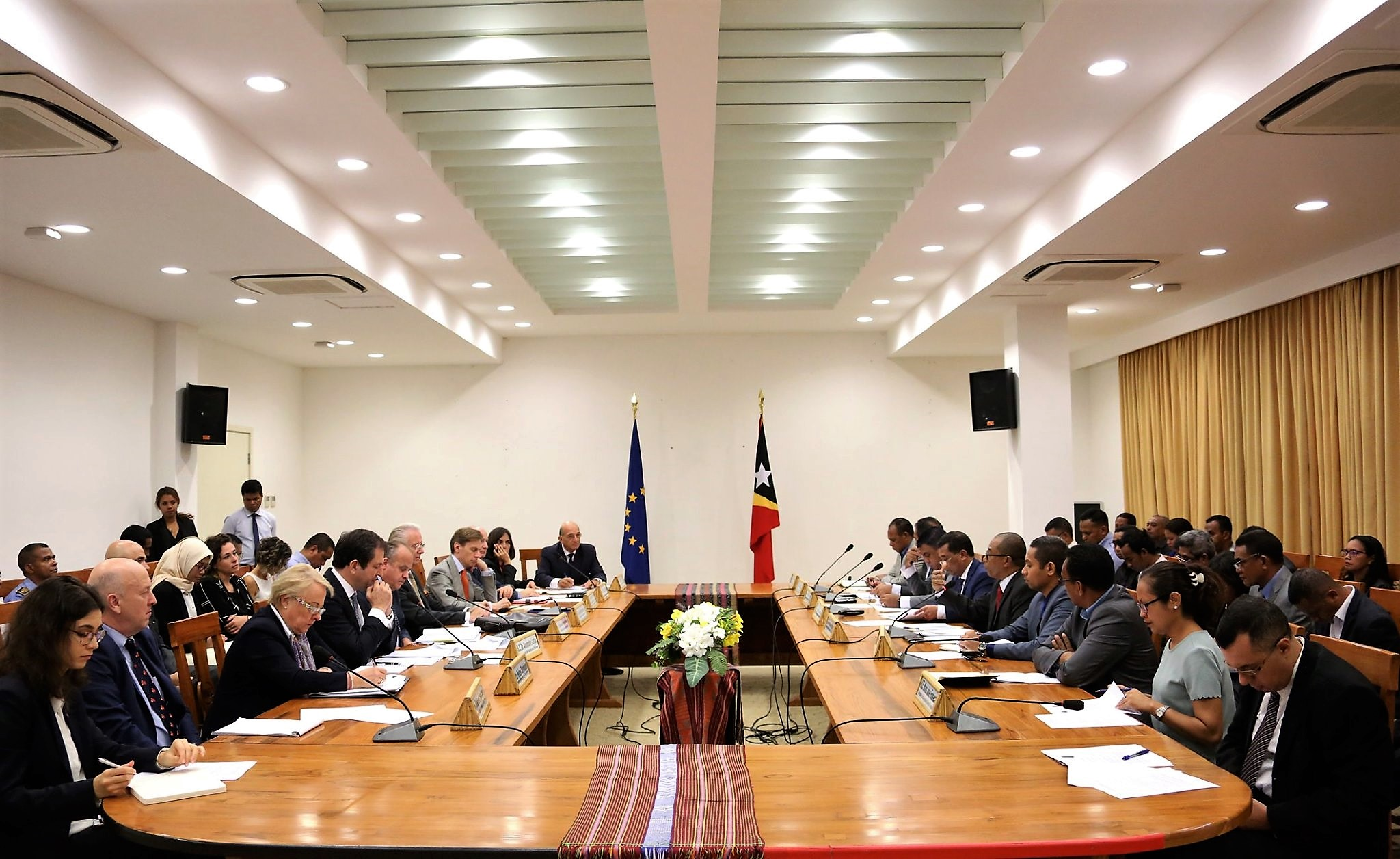
Eine europäische Delegation im osttimoresischen Außenministerium

Die Europäische Union hat einen Delegationsleiter nach Dili entsendet, ebenso hat Osttimor einen Ständigen Vertreter bei der Europäischen Union. Erst als Repräsentant des CNRT, mit der Unabhängigkeit als Vertreter des Staates Osttimor. Staatsbürger Osttimors sind von der Visapflicht für die Schengenstaaten befreit. Auch Bürger der Schengenstaaten können nach Osttimor visafrei einreisen.
Die Europäische Union hat für 2008 15 Millionen Euro für die ländliche Entwicklung zugesagt, 2011 startete die EU ein 39-Millionen-Euro-Programm für Osttimor. 2006 waren es bereits 23 Millionen US-Dollar.
2020 vereinbarte die EU eine Zahlung von 5,5 Millionen US-Dollar an Osttimor zur Bewältigung der Folgen des Klimawandels in ländlichen Gebieten.

### G7plus

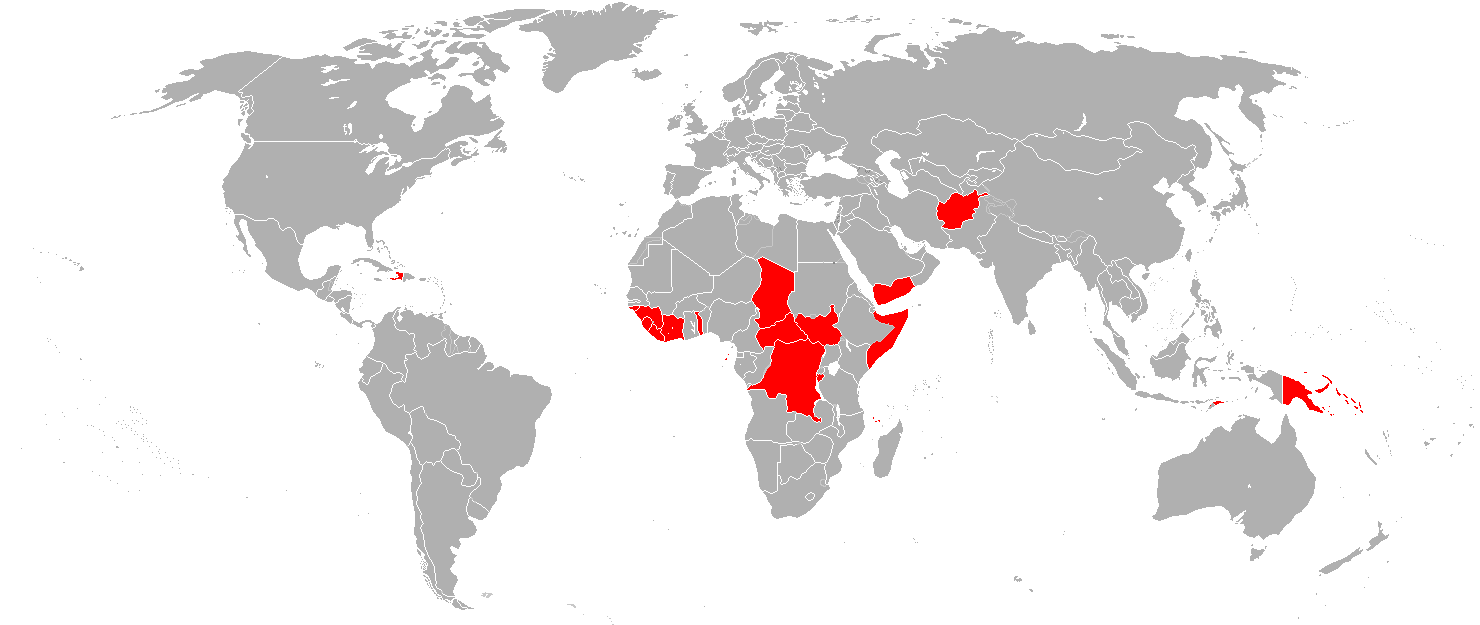
Mitgliedsstaaten der g7+

Osttimor gehört zu den Gründungsmitgliedern der g7+-Staaten und nimmt hier eine Führungsrolle ein. Die offizielle Gründung fand am 8. April 2010 in Dili statt. Die Gruppe besteht aus fragilen Staaten, die über die Organisation Erfahrungen austauschen und gemeinsam gegenüber Geberstaaten von Entwicklungshilfe auftreten. Weitere Mitglieder sind unter anderem Afghanistan, Haiti und die Demokratische Republik Kongo. Die Finanzministerin Osttimors Emília Pires war von 2010 bis 2012 Vorsitzende der g7+. Osttimor gilt hier als gelungenes Beispiel für einen Staat, der wieder stabilisiert wurde. Das g7+-Sekretariat befindet sich in Dili. Generalsekretär der g7+ ist der Osttimorese Hélder da Costa.

### Gemeinschaft der Portugiesischsprachigen Länder

Mitgliedsstaaten der CPLP

Osttimor ist seit 2002 Mitglied bei der CPLP, in der es besonders freundschaftliche Beziehungen mit Angola und Mosambik pflegt, was auch historische Gründe hat. Kap Verde und Guinea-Bissau gewährte Osttimor finanzielle Unterstützung, während Brasilien und Portugal das südostasiatische Land fördern. Von 2014 bis 2016 leitet Osttimor die Gemeinschaft. Seit 2021 leitet der Osttimorese Zacarias da Costa für zwei Jahre die CPLP als Generalsekretär.

### Vereinte Nationen
Bereits seit 1976 hatte die osttimoresische Exilregierung einen Repräsentanten bei den Vereinten Nationen. Nach Ende der indonesischen Besatzung stand Osttimor bis 2002 drei Jahre lang unter UN-Verwaltung. Leiter war der UN-Sonderbeauftragte für Osttimor. Bis zum 31. Dezember 2012 waren UN-Missionen im Land aktiv.
Der Beitritt Osttimors zu den Vereinten Nationen als 191. Mitglied erfolgte am 27. September 1999, vier Monate nach der Unabhängigkeit. Das Land hat Ständige Vertreter Osttimors bei den Vereinten Nationen in New York und Genf. Die Osttimoresin Sofia Borges ist beim Büro des Präsidenten der Generalversammlung der Vereinten Nationen tätig. Osttimor hat in New York und in Genf einen Ständigen Vertreter bei den Vereinten Nationen. United Nations Resident Coordinator in Osttimor ist seit 2022 die Nigerianerin Olufunmilayo Abosede Balogun-Alexander.
Für den Zeitraum von 2024 bis 2026 hat sich Osttimor für den UN-Menschenrechtsrat beworben.

### Welthandelsorganisation
Seit 2016 besteht eine Arbeitsgruppe zum Beitritt Osttimors zur Welthandelsorganisation. Diese Arbeitsgruppe beendete ihre Arbeit im Februar 2024 und empfahl die Aufnahme Osttimors. Die Mitglieder der Welthandelsorganisation beschlossen bei der 13. Ministerkonferenz die Aufnahme Osttimors. Im Juli 2024 übergab der stellvertretende Premierminister Francisco Kalbuadi die Beitrittsurkunde an Generaldirektorin Okonjo-Iweala, wobei das formale Datum auf den 31. Juli 2024 datiert wurde. Osttimor wurde dann zum 30. August das 166. Mitglied der Organisation.

### Sonstige

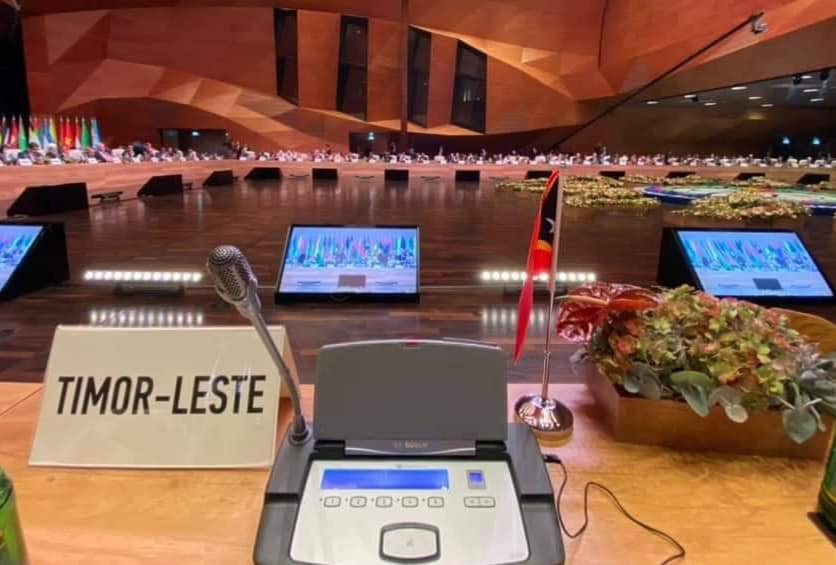
Osttimor beim Gipfel der Bewegung der Blockfreien Staaten in Baku (2019)

Osttimor gehört seit dem 24. Februar 2003 zur Bewegung der Blockfreien Staaten. Als Beobachter nahm Osttimor am dritten Gipfel der AKP-Staaten im Juli 2002 und ist inzwischen auch Mitglied. Beim Pacific Islands Forum ist Osttimor ein assoziiertes Mitglied und nahm bereits seit August 2002 an den jährlichen Treffen der Staats- und Regierungschefs teil. Seit 2010 hat Osttimor Beobachterstatus bei der Melanesian Spearhead Group und 2016 trat Osttimor dem Pacific Islands Development Forum bei. Auch bei der Gruppe der 77 ist Osttimor Mitglied. Bei der Internationalen Arbeitsorganisation (ILO) ist Osttimor seit dem 19. August 2003 Mitglied. Am 25. April 2022 ratifizierte das Nationalparlament Osttimors den Atomwaffensperrvertrag.

## Bilaterale Beziehungen

### Ägypten
Ägypten und Osttimor nahmen im April 2006 diplomatische Beziehungen auf. Die konsularische Vertretung von Ägypten übernimmt seine Botschaft in Jakarta. Osttimors Honorarkonsul in Beirut ist auch für Ägypten zuständig.

### Algerien
Algerien und Osttimor nahmen am 20. Mai 2002 diplomatische Beziehungen auf.

### Andorra
Osttimor und Andorra nahmen am 20. September 2011 diplomatische Beziehungen auf.

### Angola
Die beiden ehemaligen portugiesischen Kolonien Angola und Osttimor sind Mitglied in der Gemeinschaft der Portugiesischsprachigen Länder (CPLP). Angola hatte bereits während der indonesischen Besatzungszeit enge Kontakte zur osttimoresischen Exilregierung. Bereits 1984 wurde Roque Rodrigues als osttimoresischer Botschafter in Angola akkreditiert. Die Botschaft musste aus Kostengründen mit Beginn der UN-Verwaltung 1999 geschlossen werden. Die Neueröffnung fand 2012 statt.
2024 eröffnete Angola als erstes afrikanisches Land eine Botschaft in Dili.

### Äquatorialguinea
Äquatorialguinea ist, wie Osttimor, Mitglied in der Gemeinschaft der Portugiesischsprachigen Länder (CPLP).

### Argentinien
Zwischen Osttimor und Argentinien  bestehen diplomatische Beziehungen. 2013 schloss man zudem ein Abkommen über technische Zusammenarbeit.

### Armenien
Osttimor und Armenien nahmen am 23. Dezember 2003 diplomatische Beziehungen auf.

### Aserbaidschan
Osttimor und Aserbaidschan nahmen am 5. April 2004 diplomatische Beziehungen auf.

### Australien
Auch zu Australien gibt es enge Bindungen aufgrund der geographischen Nähe und der jüngsten Geschichte, in der Australien das Land auf dem Weg zur Unabhängigkeit unterstützte und unterstützt. Den Plan, das gewonnene Erdgas zu einer Raffinerie in Australien zu leiten, lehnt Dili aber ab und verlangt eine Verwertung in Osttimor. Australien hat bis 2009 insgesamt Hilfen im Wert von 750 Millionen US-Dollar geleistet. Der Wunsch der australischen Regierung, in Osttimor ein Zentrum für Personen einzurichten, die Asyl in Australien beantragen, wird von der osttimoresischen Regierung abgelehnt.

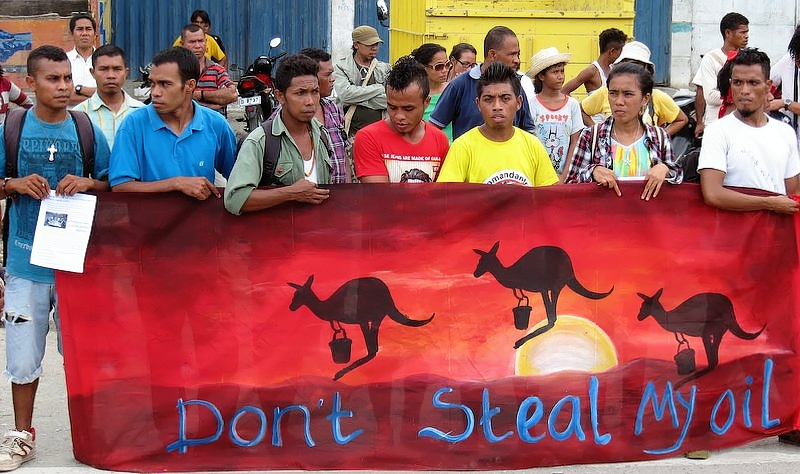
Demonstration gegen Australien, 5. Dezember 2013

Der Streit über die Erdöl- und Erdgasvorkommen in der Timorsee war zunächst durch den CMATS-Vertrag beigelegt worden. Allerdings kam es zum Streit, da die mit der Ausbeutung des Gasfeldes Greater Sunrise beauftragte australische Firma Woodside Petroleum das Erdgas auf See verflüssigen wollte statt an Land, wo Arbeitskräfte in Osttimor profitieren würden. 2013 wurde dann auch noch bekannt, dass der australische Auslandsgeheimdienst ASIS Wanzen im osttimoresischen Kabinettssaal installiert und Gespräche abgehört hatte, die die Verhandlungen über den Grenzverlauf mit Australien betrafen. Angebracht hatten die Abhörgeräte Geheimdienstmitarbeiter, die als Entwicklungshelfer in Osttimor arbeiteten. Osttimor stellte deswegen die Gültigkeit des Moratoriums über den Grenzverlauf in Frage und zog vor den Ständigen Schiedshof in Den Haag. Wenige Tage bevor die Gerichtsverhandlung begann, durchsuchte der australische Inlandsgeheimdienst ASIO die Räume des für Osttimor arbeitenden Anwalts Bernard Collaery und eines ehemaligen ASIS-Agenten, der als Whistleblower in diesem Fall gilt. Von Letzterem wurde der Reisepass eingezogen. Er gilt als wichtiger Zeuge für die Verhandlungen in Den Haag. Dokumente und Datenträger wurden beschlagnahmt. Im Januar 2017 erklärten die Regierungen Australiens und Osttimors, dass der Treaty on Certain Maritime Arrangements in the Timor Sea (CMATS) aufgelöst werden soll. Am 6. März 2018 unterzeichneten beide Staaten einen neuen Grenzvertrag, der die Vereinbarungen zugunsten Osttimors verschob.

### Bahrain
Bahrain und Osttimor nahmen offiziell am 27. September 2019 diplomatische Beziehungen auf. Weder hat Bahrain eine Botschaft in Osttimor, noch Osttimor eine diplomatische Vertretung in Bahrain. Der bisherige Kontakt beschränkt sich auf Treffen auf ministerieller Ebene.

### Bangladesch
Der Botschafter von Bangladesch in Jakarta ist auch für Osttimor akkreditiert. Osttimor hat in Bangladesch keine Vertretung.

### Belarus
Osttimor und Belarus (damals Weißrussland) nahmen am 1. Oktober 2014 diplomatische Beziehungen auf.

### Belgien
Bilaterale Beziehungen nahmen Belgien und Osttimor offiziell am 3. Februar 2003 auf. Belgien wird in Dili durch seinen Botschafter in Jakarta vertreten. Der osttimoresische Botschafter für Belgien hat seinen Sitz in Brüssel. Neben weiteren europäischen Ländern, ist der Botschafter auch als Ständiger Vertreter Osttimors bei der Europäischen Union akkreditiert.

### Belize
Osttimor und Belize nahmen am 15. April 2003 diplomatische Beziehungen auf.

### Benin
Osttimor und Benin nahmen am 13. Oktober 2023 diplomatische Beziehungen auf.

### Bhutan
Osttimor und Bhutan haben offiziell noch keine diplomatischen Beziehungen aufgenommen. Im September 2022 nahm die osttimoresische Gesundheitsministerin Odete Maria Freitas Belo an einer Konferenz der Weltgesundheitsorganisation Südostasienregion (WHO SEARO) in Bhutan teil.

### Bolivien
Osttimor und Bolivien nahmen am 26. Juli 2024 diplomatische Beziehungen auf.

### Bosnien und Herzegowina
Osttimor und Bosnien und Herzegowina nahmen am 22. März 2005 diplomatische Beziehungen auf.

### Brasilien

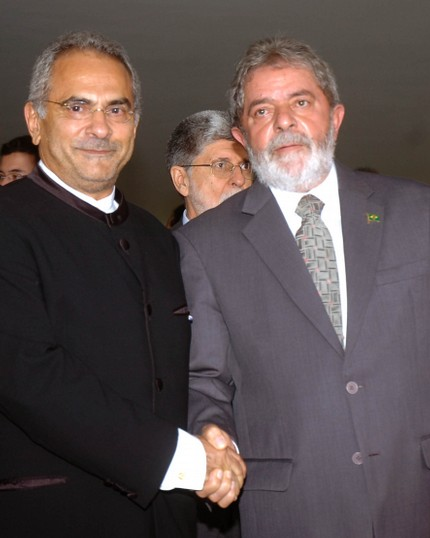
Die Präsidenten José Ramos-Horta (Osttimor) und Luiz Inácio Lula da Silva (Brasilien), 2008

Osttimor und Brasilien nahmen am 20. Mai 2002, dem Tag der Unabhängigkeit Osttimors, diplomatischen Beziehungen auf. Die beiden lusophonen Staaten sind Mitglied der CPLP. Brasilien unterstützt Osttimor unter anderem im Bereich Bildung und Aufbau der Justiz. Seit 2003 hat Brasilien einen Botschafter in Dili und seit 2009 Osttimor seit 2009 einen Botschafter in Brasília.

### Brunei
Die diplomatischen Beziehungen zwischen Osttimor und Brunei wurden 2002 aufgenommen Brunei ist Mitglied bei den ASEAN.

### Bulgarien
Bulgarien und Osttimor nahmen am 21. Januar 2003 diplomatische Beziehungen auf.

### Chile
Osttimor und Chile nahmen am 16. September 2002 diplomatische Beziehungen auf.

### China (Volksrepublik)
Die Volksrepublik China war der erste Staat, mit dem Osttimor offiziell diplomatische Beziehungen aufnahm, bereits zwei Tage nach der Erklärung der Unabhängigkeit 2002. Wenige Stunden später folgte als zweiter Staat Indien. Unter Premierminister Alkatiri wurde die Zusammenarbeit mit China sowohl im militärischen als auch im wirtschaftlichen Bereich verstärkt, was auch nach seinem Rücktritt Bestand hat. Bis 2009 leistete die Volksrepublik Hilfen in Wert von 53 Millionen US-Dollar, meist in öffentlichkeitswirksamen Projekten. So lieferte China Uniformen für die timoresischen Streitkräfte, bildet Bauern, Beamte, Soldaten und Polizisten aus, entsendet medizinische Teams und Sicherheitskräfte, lädt timoresische Studenten ein und finanzierte den Bau des Präsidentenpalastes und des Außenministeriums in Dili sowie vom F-FDTL-Hauptquartier in Metinaro und Hunderten Häusern für Kriegsveteranen. Im Juni 2008 lebten laut Angaben der chinesischen Botschaft 2342 chinesische Staatsbürger in Osttimor. Das Immigrationsbüro schätzt die Zahl sogar auf 3000.

### Cookinseln
Osttimor und die Cookinseln nahmen am 17. August 2002 diplomatische Beziehungen auf.

### Costa Rica
Osttimor und Costa Rica nahmen am 14. Mai 2003 diplomatische Beziehungen auf.

### Dänemark
Osttimor und Dänemark haben diplomatische Beziehungen. Dänemark wird in Dili durch seinen Botschafter in Jakarta vertreten, Osttimor in Kopenhagen durch seinen Botschafter in Brüssel.

### Deutschland

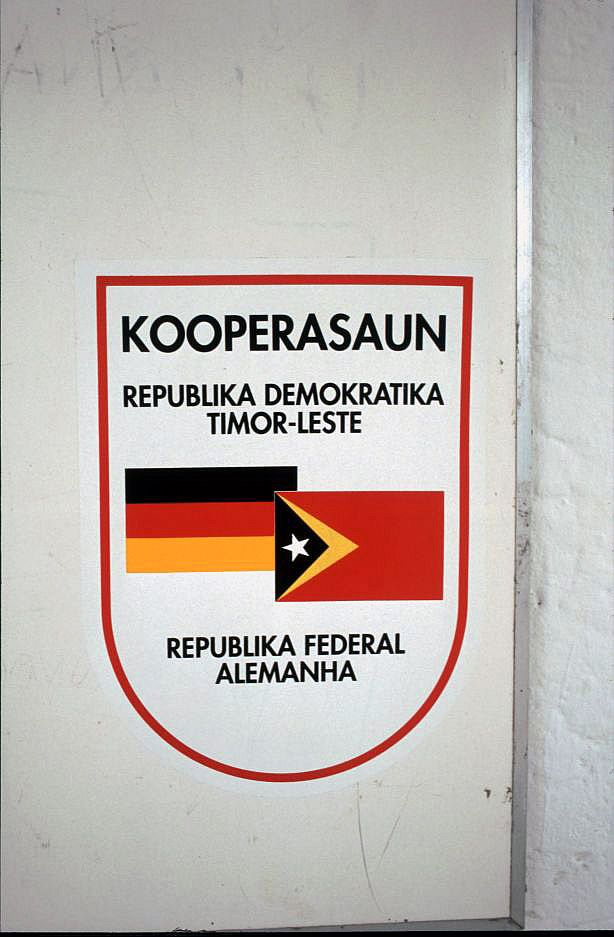
Emblem der GTZ in Osttimor

Osttimor und Deutschland nahmen am 20. Mai 2002 diplomatische Beziehungen auf. Deutschland wird in dem südostasiatischen Land durch seinen Botschafter in Jakarta vertreten, der für Deutschland akkreditierte osttimoresische Botschafter sitzt in Brüssel. Außerdem gibt es in Berlin einen Honorarkonsul.
Deutschland engagiert sich bei der ländlichen Entwicklung Osttimors, dem maritimen Transport mit der Finanzierung der Fähren zwischen den Landesteilen und Krisenprävention und Konfliktberatung. Außerdem ist Deutschland einer der größten Abnehmer für osttimoresischen Kaffee.

### Dominica
Am 15. November 2021 nahmen Dominica und Osttimor diplomatische Beziehungen auf.

### Dominikanische Republik
Die Dominikanische Republik und Osttimor nahmen am 24. Oktober 2007 diplomatische Beziehungen auf.

### Ecuador
Osttimor und Ecuador nahmen am 8. September 2011 diplomatische Beziehungen auf.

### El Salvador
Osttimor und El Salvador nahmen am 23. Mai 2003 diplomatische Beziehungen auf.

### Estland
Estland und Osttimor nahmen am 21. Dezember 2005 diplomatische Beziehungen auf.

### Fidschi
Diplomatische Beziehungen zwischen Osttimor und Fidschi wurden 2003 aufgenommen. Der Hochkommissar in Papua-Neuguineas Hauptstadt Port Moresby ist auch für Osttimor akkreditiert. Der Botschafter Osttimors im australischen Canberra ist auch für Fidschi akkreditiert.

### Finnland

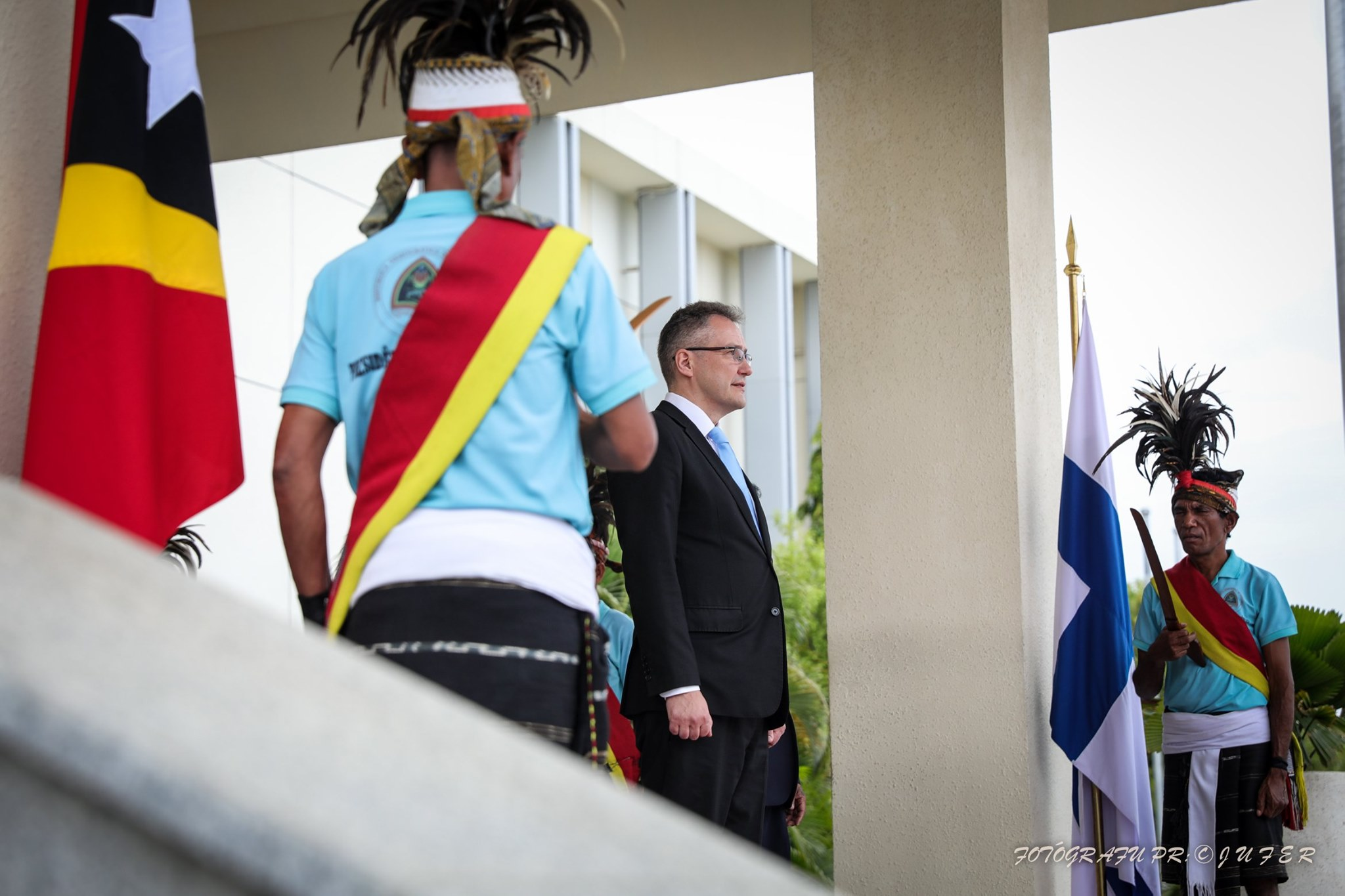
Der finnische Botschafter Jari Sinkari beim Empfang in Osttimor (2019)

Die Anerkennung Osttimors durch Finnland erfolgte am Tag der Entlassung des südostasiatischen Landes in die Unabhängigkeit am 20. Mai 2002. Diplomatische Beziehungen wurden am 20. Juni aufgenommen. Osttimor unterhält keine diplomatische Vertretung in Finnland. Zuständig ist der osttimoresische Botschafter in Brüssel. Finnland verfügt über keine diplomatische Vertretung in Osttimor. Zuständig ist die Botschaft im indonesischen Jakarta.
Die finnische Firma Wärtsilä hat mehrere Elektrizitätswerke in Osttimor gebaut und betreibt sie. Die Regierung Finnlands unterstützt Osttimor vor allem mit der Finanzierung von Kleinprojekten.

### Frankreich

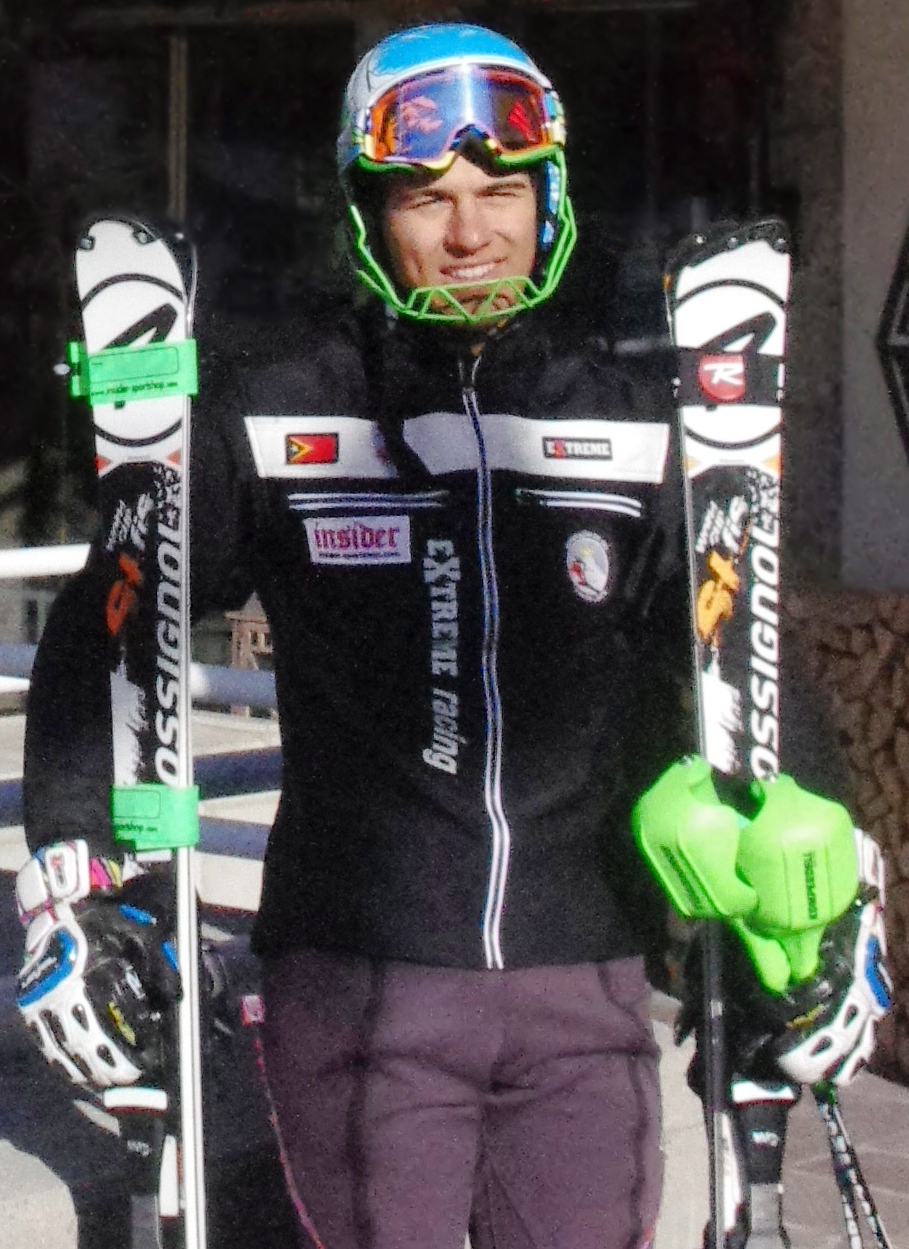
Yohan Goutt Goncalves (2014)

Osttimor und Frankreich haben seit der Unabhängigkeit Osttimors 2002 diplomatische Beziehungen. Neben dem französischen Botschafter in Jakarta gibt es in Dili noch ein französisches Kooperationsbüro. Osttimor ist in Frankreich über seine Botschaft in Brüssel vertreten.
Osttimors erster Athlet bei den Olympischen Winterspielen Yohan Goutt Goncalves hat einen französischen Vater und wurde in Frankreich geboren.

### Gambia
Gambia beteiligte sich an mehreren UN-Missionen in Osttimor.

### Ghana
Ghana beteiligte sich bei der Unterstützungsmission der Vereinten Nationen in Osttimor (UNMISET).

### Georgien
Osttimor und Georgien nahmen am 22. Dezember 2011 diplomatische Beziehungen auf.

### Griechenland
Osttimor und Griechenland nahmen am 4. April 2003 diplomatische Beziehungen auf. Die griechische Botschaft in Jakarta ist auch für Osttimor zuständig.

### Guatemala
Guatemala und Osttimor nahmen am 3. April 2023 diplomatische Beziehungen zueinander auf.

### Guinea-Bissau

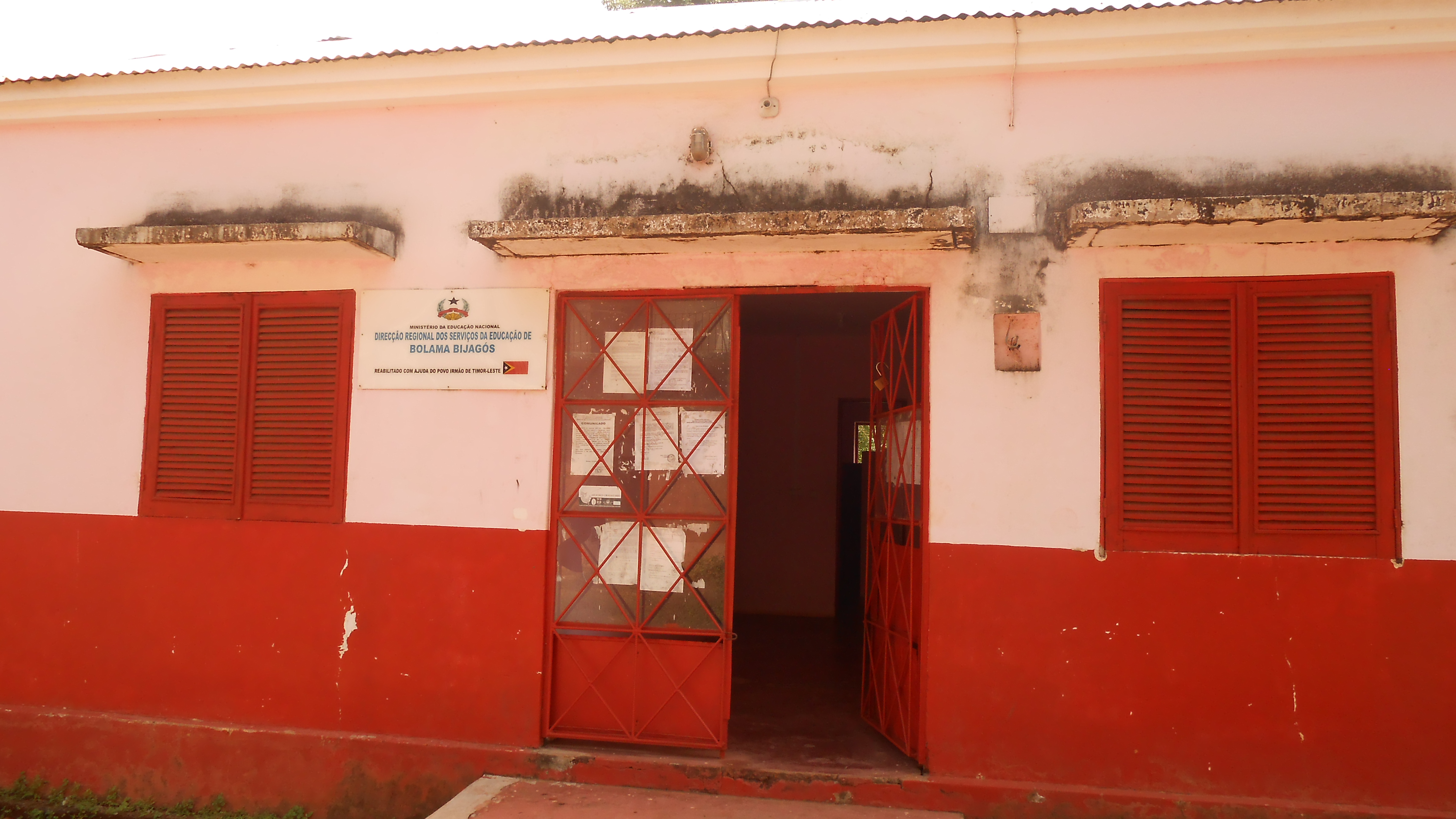
„Reabilitado com ajuda do povo irmão de Timor-Leste“: mit „osttimoresischer Bruderhilfe“ wieder in Stand gesetzte Niederlassung der guinea-bissauischen Bildungsbehörde in Bolama

Guinea-Bissau und Osttimor sind beide Mitglied in der CPLP und den g7+-Staaten. 2011 wurden zwei osttimoresische Polizisten als UN-Polizisten nach Guinea-Bissau entsandt.

### Haiti
Haiti und Osttimor nahmen 2012 diplomatische Beziehungen auf, arbeiteten aber schon zuvor bei den g7+-Staaten zusammen.

### Heiliger Stuhl
Der Heilige Stuhl und Osttimor haben seit dem 20. Mai 2002 diplomatische Beziehungen.

### Indien
Indien war nach der Volksrepublik China der zweite Staat, der Osttimor am 20. Mai 2002 anerkannte.

### Indonesien

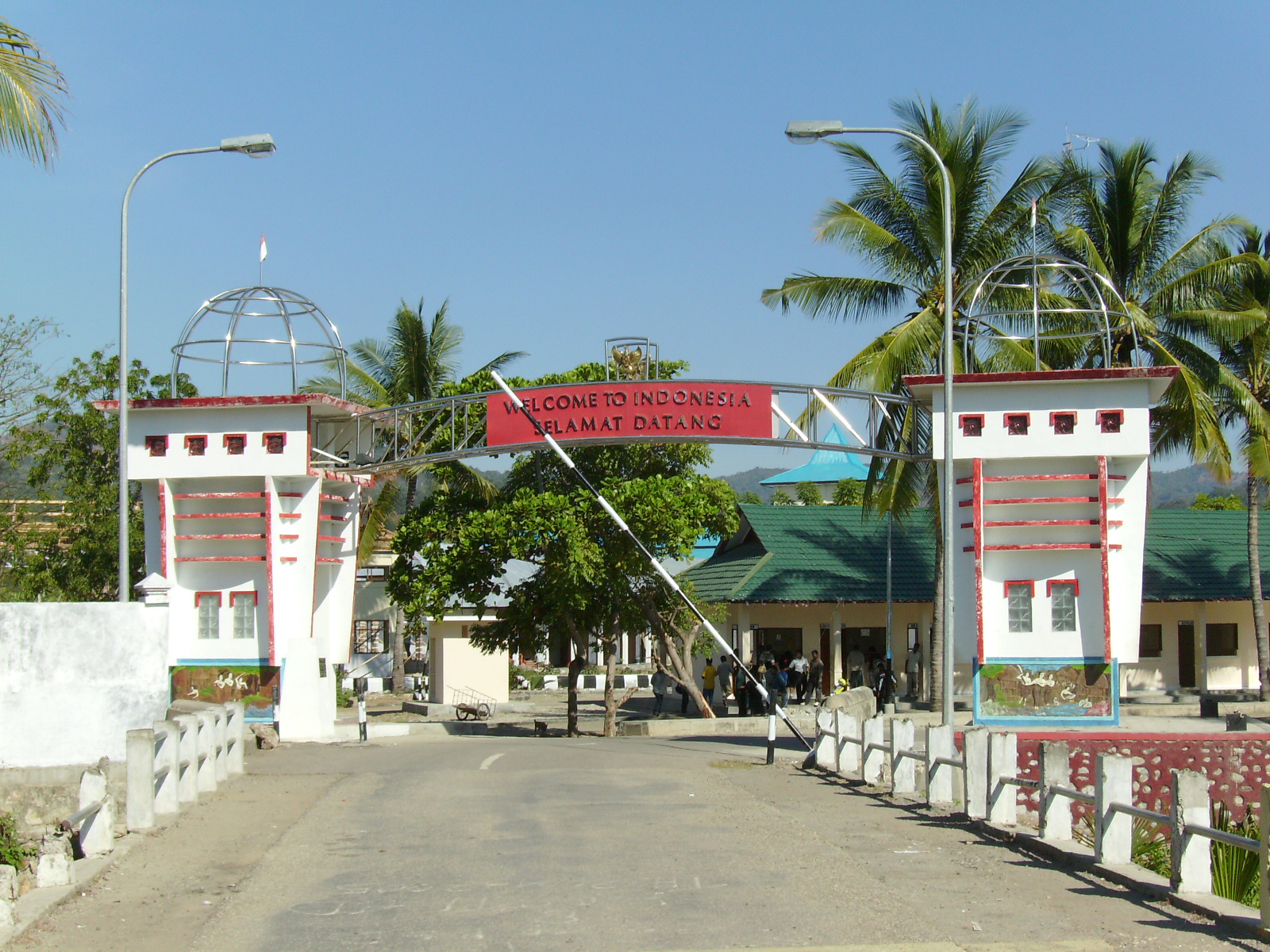
Mota’ain: Grenzübergang zu Indonesien

Indonesien ist Osttimors größter Handelspartner. Als Staatsoberhaupt und nun als Regierungschef hat Xanana Gusmão sich vor allem dem Versöhnungsgedanken verschrieben. Nur eine Normalisierung der Beziehungen zur früheren Besatzungsmacht Indonesien und ein gewisser Schlussstrich unter die Vergangenheit, so seine Überzeugung, können das bitterarme und durch die lange Fremdherrschaft rückständige Land in die Zukunft führen. Die Teilnahme der damaligen indonesischen Präsidentin Megawati Sukarnoputri an der Unabhängigkeitsfeier 2002 in Dili zeugt von dem Willen Indonesiens, die Unabhängigkeit Osttimors nunmehr endgültig zu akzeptieren. Anfang 2005 empfing Gusmão den im Vorjahr neugewählten indonesischen Präsidenten Susilo Bambang Yudhoyono zu einem Staatsbesuch. Das Treffen der beiden Männer verlief außergewöhnlich herzlich und wurde als Neuanfang in den bilateralen Beziehungen gewertet. Die osttimoresische Regierung hält trotz der Kritik von Menschenrechtsorganisationen und der Katholischen Kirche an dieser Versöhnungspolitik fest. Eine vom UN-Generalsekretär eingesetzte dreiköpfige unabhängige internationale „Commission of Experts“ hat in ihrem am 27. Juni 2005 vorgelegten Abschlussbericht festgestellt, dass die juristische Aufarbeitung der 1999 in Osttimor begangenen Menschenrechtsverletzungen in Indonesien „völlig unzureichend“ ist. Auch die Arbeit der gemeinsamen Wahrheits- und Freundschaftskommission (CTF) steht in der Kritik von Vereinten Nationen und Menschenrechtsorganisationen, da sie Amnestie auch für schwere Verbrechen gewährt. UN-Personal wurde die Zusammenarbeit mit der CTF untersagt. Im Oktober 2007 vereinbarten die beiden Außenminister eine engere Zusammenarbeit. So sollen osttimoresische Diplomaten in Indonesien ausgebildet werden.

### Iran
Der Iran und Osttimor haben diplomatische Beziehungen aufgenommen.

### Irland
Osttimor und Irland nahmen am 31. Januar 2003 diplomatische Beziehungen auf.
Osttimor ist eines der Kernländer der Entwicklungshilfe der Republik Irland. Es unterstützte Osttimor zwischen 2003 und 2007 bereits mit 20 Millionen Euro Entwicklungshilfe. Außerdem entsandte Irland 2008 mit Nuala O’Loan, Baroness O’Loan einen Sonderbotschafterin, der mit der osttimoresischen Regierung die Erfahrungen mit dem Friedensprozess in Nordirland teilen sollte.

### Island
Osttimor und Island nahmen am 4. Dezember 2003 diplomatische Beziehungen auf.

### Israel
Die gegenseitige Anerkennung von Israel und Osttimor fand am 29. August 2002 statt.

### Italien
Italien und Osttimor haben diplomatische Beziehungen.

### Jamaika
Osttimor und Jamaika nahmen am 27. September 2014 diplomatische Beziehungen auf.

### Japan

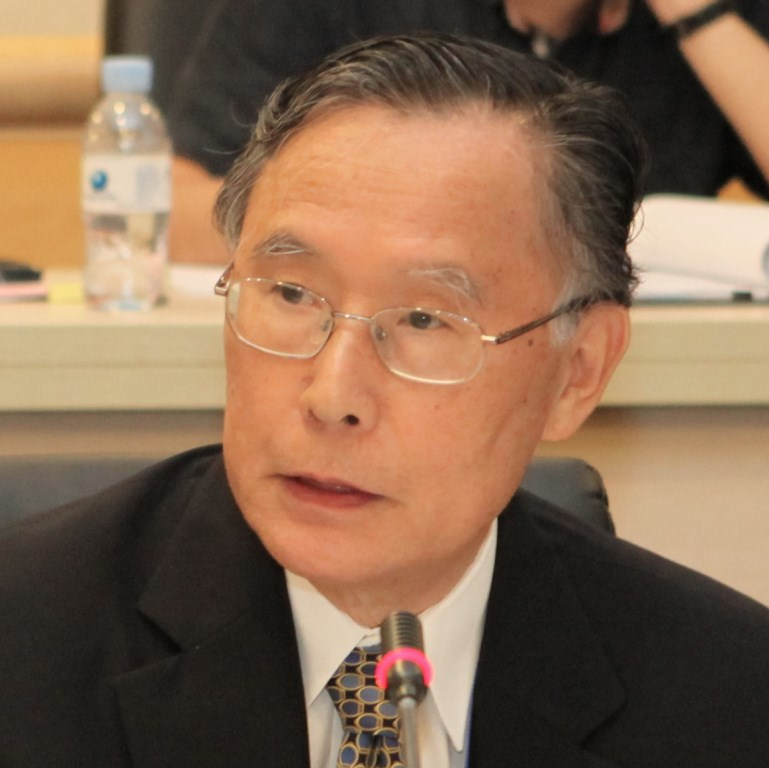
Sukehiro Hasegawa

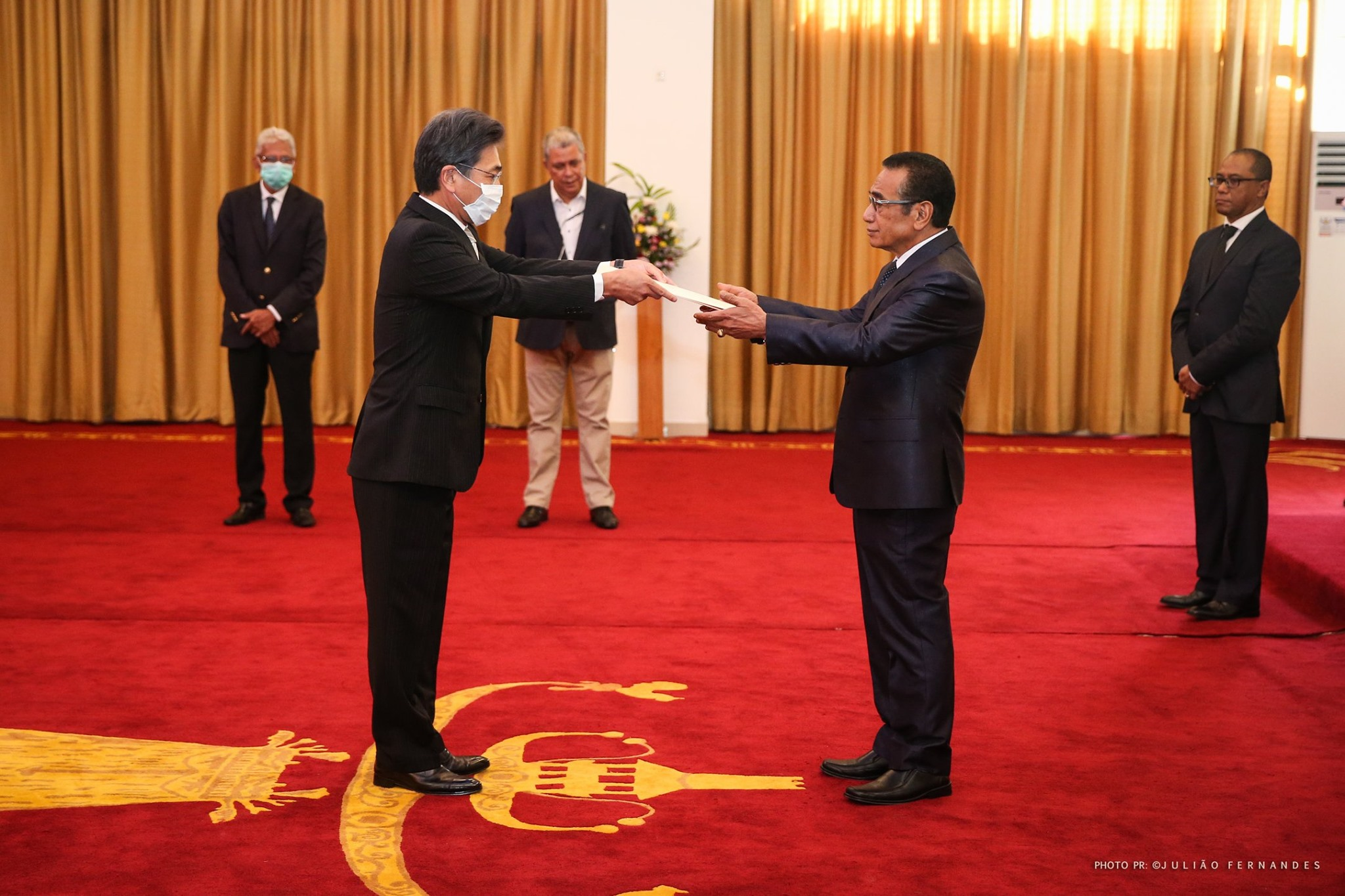
Der japanische Botschafter Masami Kinefuchi übergibt während der COVID-19-Pandemie seine Akkreditierung an Präsident Guterres (2020)

Japan unterstützte Osttimor zwischen 1999 und 2007 mit 210 Millionen US-Dollar, unter anderem bei der Modernisierung der Häfen von Dili und Pante Macassar und beim Bau der ersten Schnellstraße des Landes.
Osttimor kündigte nach dem Tōhoku-Erdbeben 2011 in Japan an, dass es 100 Helfer nach Japan zur Trümmerbeseitigung schicken wolle.

### Jemen
In Osttimor lebt eine kleine Bevölkerungsgruppe, die von jemenitischen Arabern abstammt, die im 19. Jahrhundert einwanderten.

### Jordanien
Jordanien und Osttimor nahmen am 22. November 2024 diplomatische Beziehungen auf.

### Kambodscha
Kambodscha und Osttimor nahmen am 29. Juli 2002 diplomatische Beziehungen auf.

### Kamerun
Osttimor und Kamerun nahmen am 20. Mai 2003 diplomatische Beziehungen auf.

## = Kenia

### Kongo (Demokratische Republik)
Osttimor und die Demokratische Republik Kongo  sind Gründungsmitglieder der g7+-Staaten.

### Kongo (Republik)
Osttimor und die Republik Kongo  nahmen am 7. November 2006 diplomatische Beziehungen auf.

## Weblinks

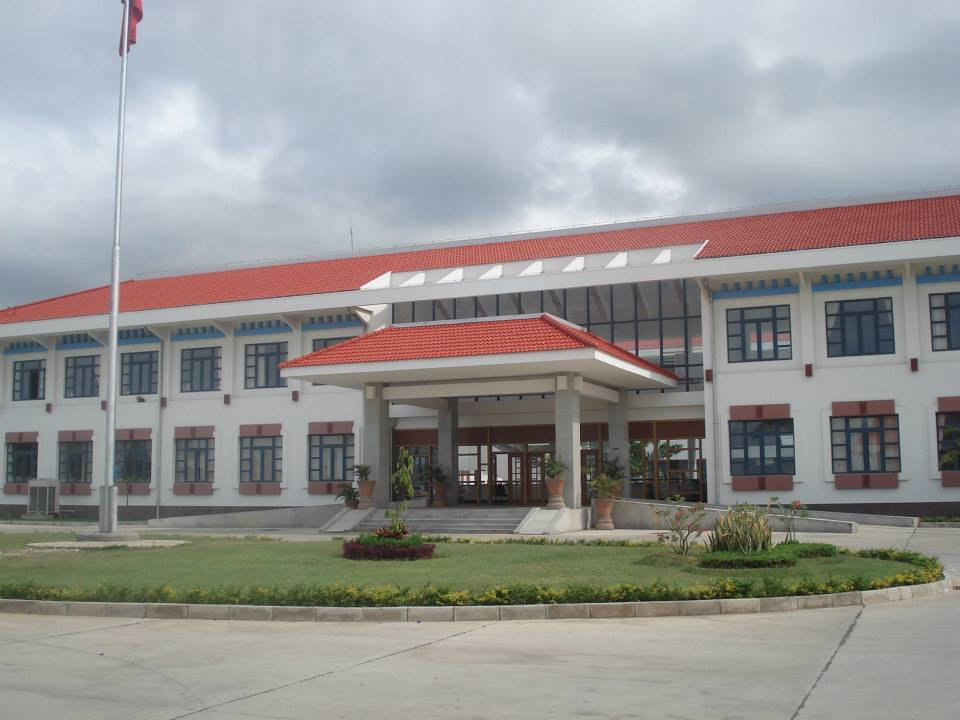
Das Außenministerium in Dili

### Kosovo
Am 9. November 2012 erfolgte die offizielle Anerkennung des Kosovos durch Osttimor und die offizielle Aufnahme diplomatischer Beziehungen.

### Kroatien
Osttimor und Kroatien nahmen am 5. Februar 2003 diplomatische Beziehungen auf.

### Kuba
Kuba erkannte die Unabhängigkeit Osttimors bereits bei der Ausrufung der Unabhängigkeit 1975 an. 2002 war Kuba am 20. Mai der zweite Staat nach der Volksrepublik China, der den südostasiatischen Staat erneut anerkannte. Vor allem bei der Ausbildung osttimoresischer Ärzte und dem Aufbau der Gesundheitsversorgung unterstützt Kuba. Kubaner, die Entwicklungshilfe in Osttimor leisteten, blieben zum Teil im Lande.

### Kuwait
Am 30. Dezember 2003 vereinbarten Kuwait und Osttimor diplomatische Beziehungen.

### Laos

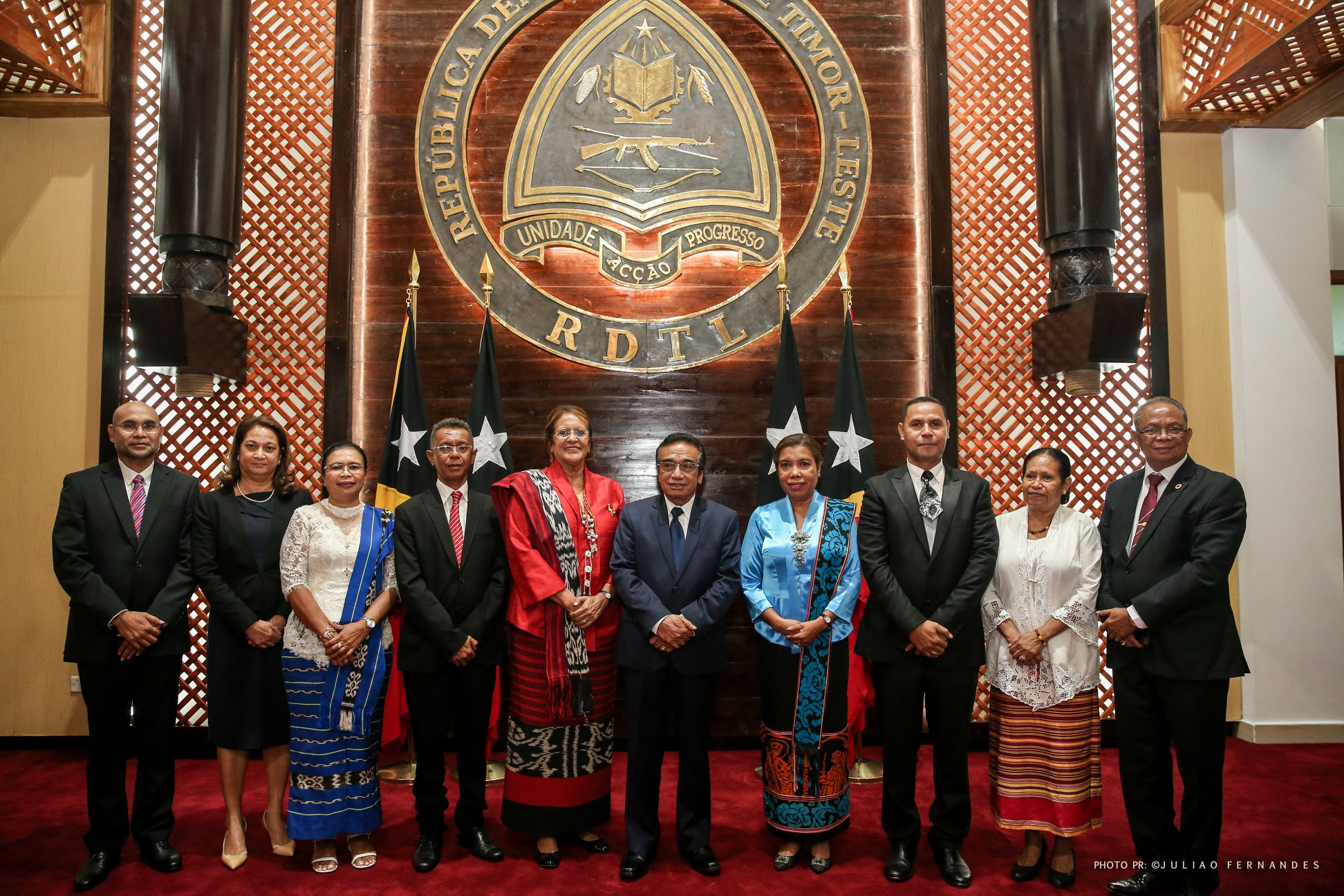
2020 von Präsident Francisco Guterres ernannte Botschafter

Laos und Osttimor nahmen am 29. Juli 2002 diplomatische Beziehungen auf.

### Lettland
Osttimor und Lettland nahmen am 27. September 2013 diplomatische Beziehungen auf.

### Libanon
Zusammen mit dem portugiesischen Kontingent wurden ab November 2011 14 Offiziere der osttimoresischen Verteidigungskräfte an der UN-Mission im Libanon UNIFIL eingesetzt. Es war das erste Mal, dass das südostasiatische Land sich an UN-Missionen beteiligte.

### Litauen
Osttimor und Litauen nahmen am 27. September 2013 diplomatische Beziehungen auf.

### Luxemburg
Osttimor und Luxemburg nahmen am 27. September 2007 diplomatische Beziehungen auf.

### Malaysia
Bereits vor der Unabhängigkeit Osttimors richtete Malaysia 2001 eine Botschaft in Dili ein.

### Malediven
Osttimor und Malediven nahmen am 26. November 2002 diplomatische Beziehungen auf.

### Malta
Osttimor und Malta nahmen am 20. Mai 2003 diplomatische Beziehungen auf.

### Malteserorden, souveräner

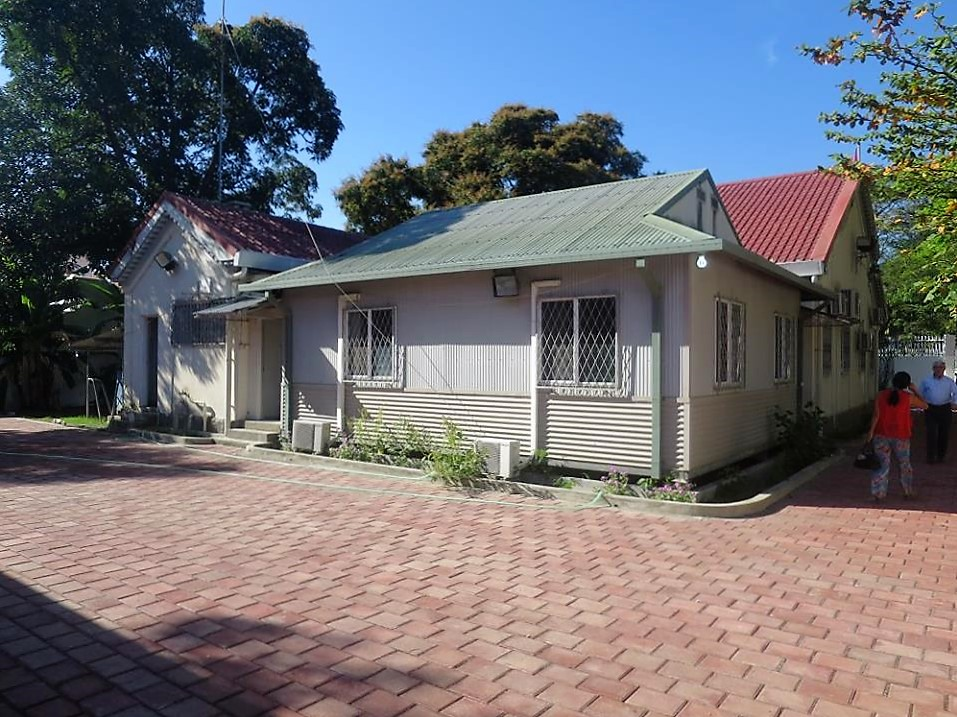
Botschaft des Malteserordens in Dili

Der souveräne Malteserorden hat seit 2016 eine Botschaft in Dili.

### Marshallinseln
Die Marshallinseln und Osttimor nahmen am 25. September 2019 diplomatische Beziehungen auf.

### Mauritius
Osttimor und Mauritius nahmen am 20. März 2003 diplomatische Beziehungen auf.

### Mexiko

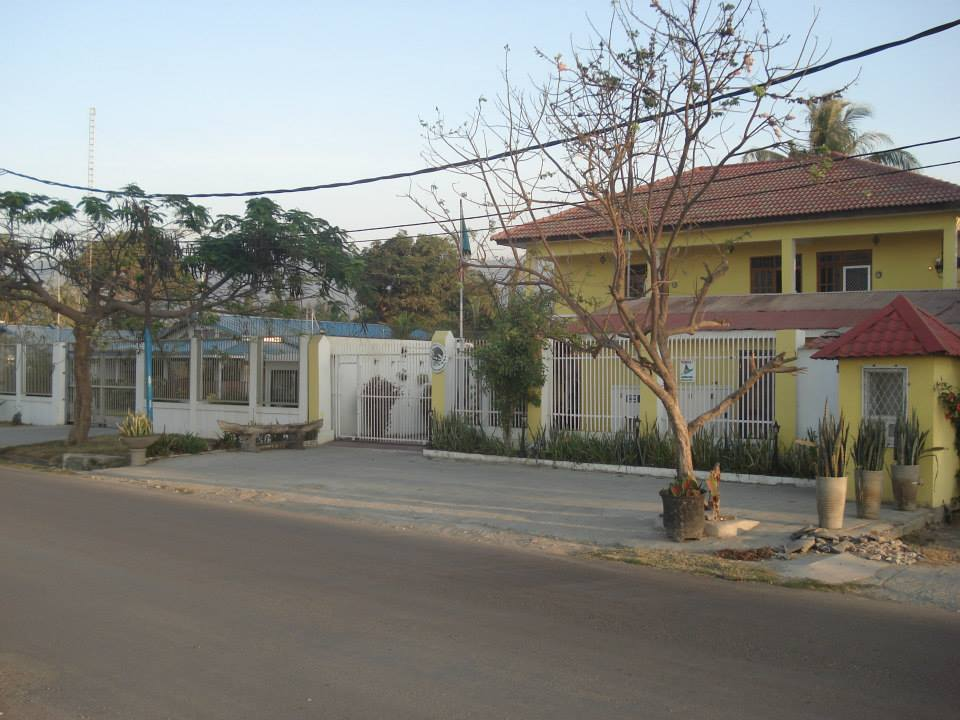
Honorarkonsulat Mexikos in Dili

Osttimor und Mexiko nahmen am 26. September 2003 diplomatische Beziehungen auf.

### Republik Moldau
Die Beziehungen zwischen der Republik Moldau und Osttimor sind bescheiden. Ein Moldauer trainiert seit 2018 den osttimoresischen Erstligisten Karketu Dili.

### Monaco

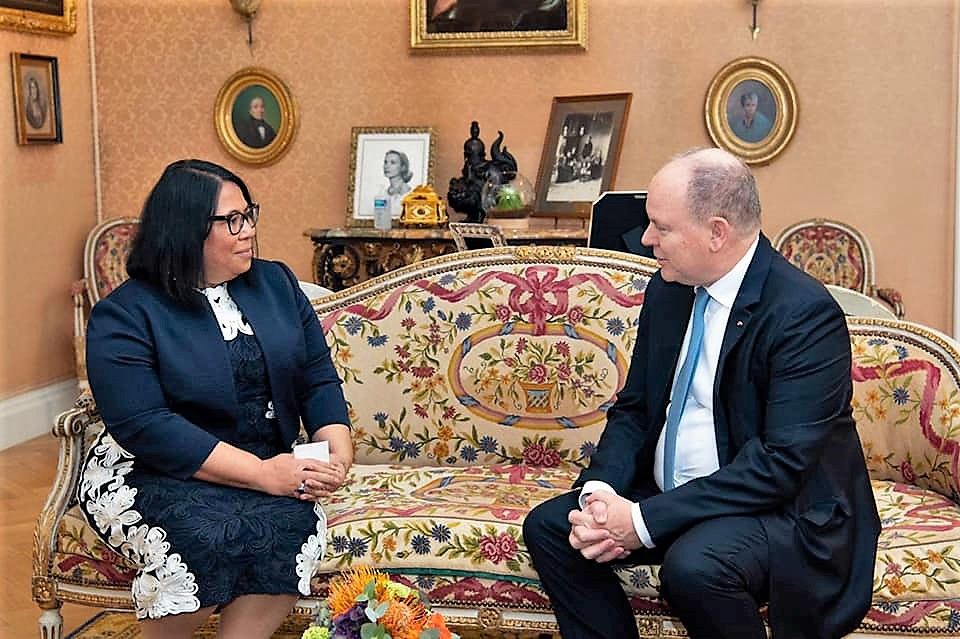
Osttimors Botschafterin Lurdes Maria Bessa und Fürst Albert II. (2022)

Bereits 1979 engagierte sich Fürstin Gracia Patricia von Monaco für osttimoresische Flüchtlinge. Fürst Albert II. besuchte Osttimor 2008. Diplomatische Beziehungen wurden offiziell am 19. Februar 2010 aufgenommen. Zwei Entbindungskliniken in Osttimor sind nach Fürstin Gracia und Fürst Rainier III. benannt.

### Mongolei
Osttimor und die Mongolei nahmen am 28. Oktober 2003 diplomatische Beziehungen auf.

### Montenegro
Osttimor und Montenegro nahmen am 24. September 2010 diplomatische Beziehungen auf.

### Mosambik

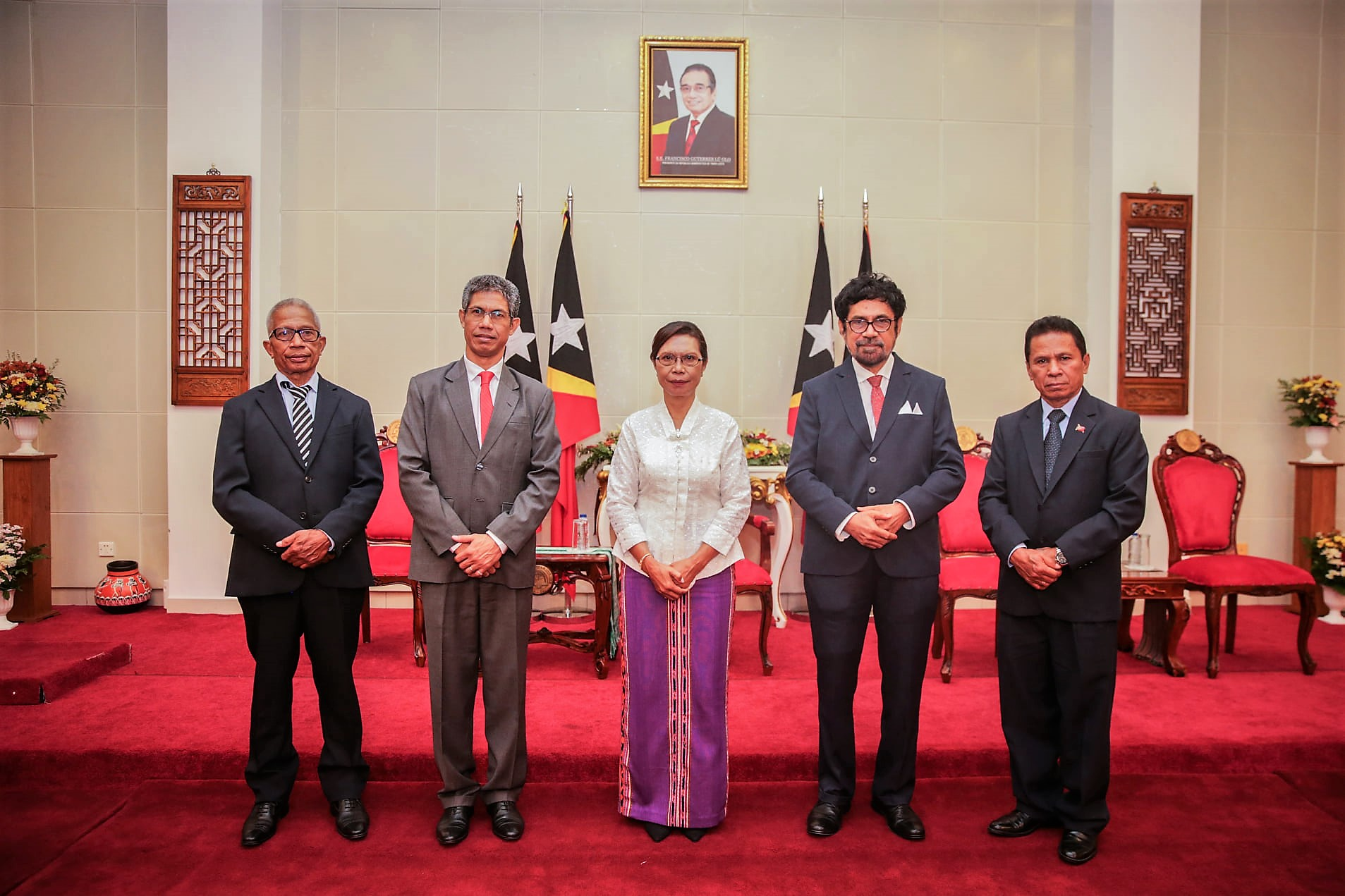
Im Oktober 2021 vereidigte Botschafter

Mosambik und Osttimor haben seit der Kolonialzeit enge Beziehungen.

### Myanmar
Osttimor und Myanmar nahmen am 26. September 2006 diplomatische Beziehungen auf.

### Namibia
Osttimor und Namibia nahmen am 1. Oktober 2003 diplomatische Beziehungen auf.

### Nepal
Osttimor und Nepal nahmen am 11. Februar 2022 diplomatische Beziehungen auf.

### Neuseeland

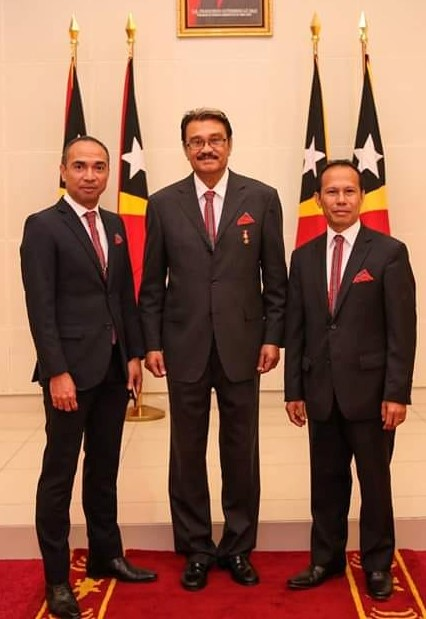
Die drei frisch vereidigten Botschafter Osttimors von den USA, Brasilien und Neuseeland (2019)

Neuseeland und Osttimor haben seit dem 20. Mai 2002 offiziell diplomatische Beziehungen. Neuseeland ist aber bereits seit 2000 mit einem Repräsentanten in Dili vertreten gewesen.

### Nicaragua
Osttimor und Nicaragua nahmen am 2. November 2007 diplomatische Beziehungen auf.

### Nigeria
Diplomatische Beziehungen zwischen Nigeria und Osttimor bestehen seit 2004.

### Niederlande
Die Niederlande waren die benachbarte Kolonialmacht im Westen Timors. Die osttimoresischen Regionen Maubara und Maucatar standen zeitweise unter niederländischer Vorherrschaft. Auf Atauro waren niederländische Missionare aktiv. 1941 besetzten niederländische und australische Soldaten Portugiesisch-Timor, um einer japanischen Invasion zuvor zu kommen, wurden aber von den Japanern schnell in einen Guerillakrieg zurückgedrängt.
Osttimor und die Niederlande nahmen 2003 diplomatische Beziehungen auf. Die Niederlande beteiligten sich bis 2012 an den UN-Missionen in Osttimor. Für die Niederlande ist der osttimoresische Botschafter in London zuständig. Für Osttimor ist der niederländische Botschafter in Jakarta akkreditiert.

### Nordkorea
Nach Angaben Nordkoreas wurden diplomatische Beziehungen mit Osttimor am 11. Mai 2002, neun Tage vor der Unabhängigkeit Osttimors, aufgenommen.

### Nordmazedonien
Osttimor und Nordmazedonien nahmen am 25. März 2003 diplomatische Beziehungen auf.

### Norwegen
Für Norwegen ist die osttimoresische Botschaft in Brüssel zuständig, für Osttimor die norwegische Botschaft in Jakarta. Norwegen diente Osttimor als Vorbild beim Aufbau des nationalen Erdölfonds.

### Oman
Der Oman und Osttimor nahmen am 31. März 2022 diplomatische Beziehungen auf.

### Österreich
Österreich und Osttimor nahmen am 20. September 2002 diplomatische Beziehungen auf.  Für Österreich ist die osttimoresische Botschaft in Brüssel zuständig, für Osttimor die österreichische Botschaft in Jakarta.

### Pakistan
Pakistan beteiligte sich mit Personal an fast allen UN-Missionen in Osttimor.

### Palästina
Osttimor und die Palästinensischen Autonomiegebiete nahmen am 1. März 2004 diplomatische Beziehungen auf.

### Palau
Osttimor und Palau schlossen am 16. August 2002 diplomatische Beziehungen.

### Panama
Osttimor und Panama schlossen am 20. September 2022 diplomatische Beziehungen.

### Papua-Neuguinea
Osttimor und Papua-Neuguinea nahmen am 22. Juli 2002 diplomatische Beziehungen auf. Kulturelle Verbindungen gibt es aufgrund der melanesischen Ethnien in Osttimor.

### Paraguay
Osttimor und Paraguay nahmen am 18. September 2022 diplomatische Beziehungen auf.

### Peru
Osttimor und Peru nahmen am 30. September 2002 diplomatische Beziehungen auf.

### Philippinen
Mit dem zweiten katholischen Land in Asien, den Philippinen, entwickelten sich seit der Unabhängigkeit Osttimors gute Beziehungen. Diese erstrecken sich über den wirtschaftlichen, den kulturellen und den Bildungssektor. Diplomatische Beziehungen bestehen seit dem 20. Mai 2002.

### Polen

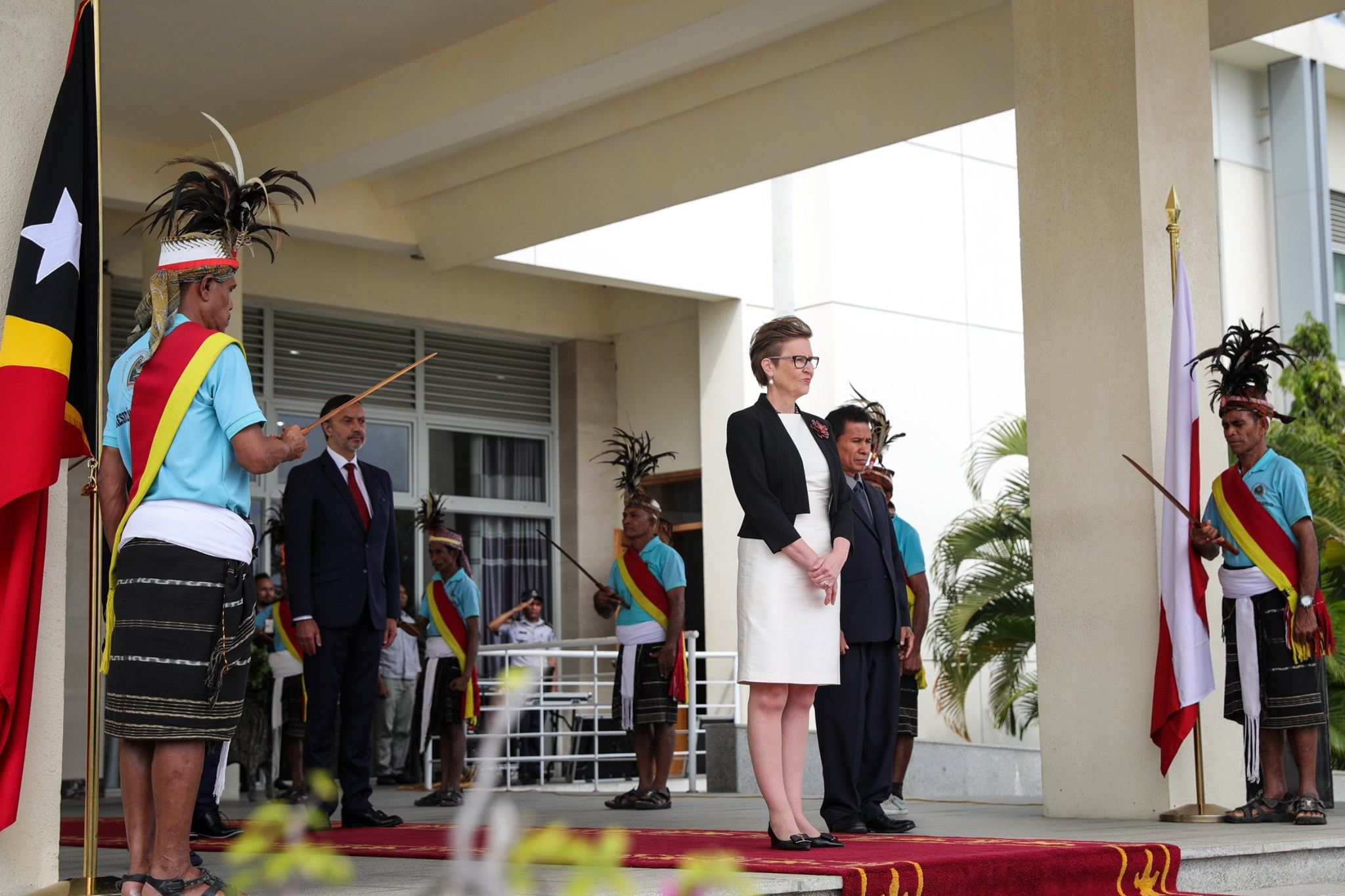
Polens Botschafterin Beata Stoczyńska beim Empfang in Osttimor (2019)

Diplomatische Beziehungen nahmen Osttimor und Polen miteinander am 18. November 2002 auf.

### Portugal

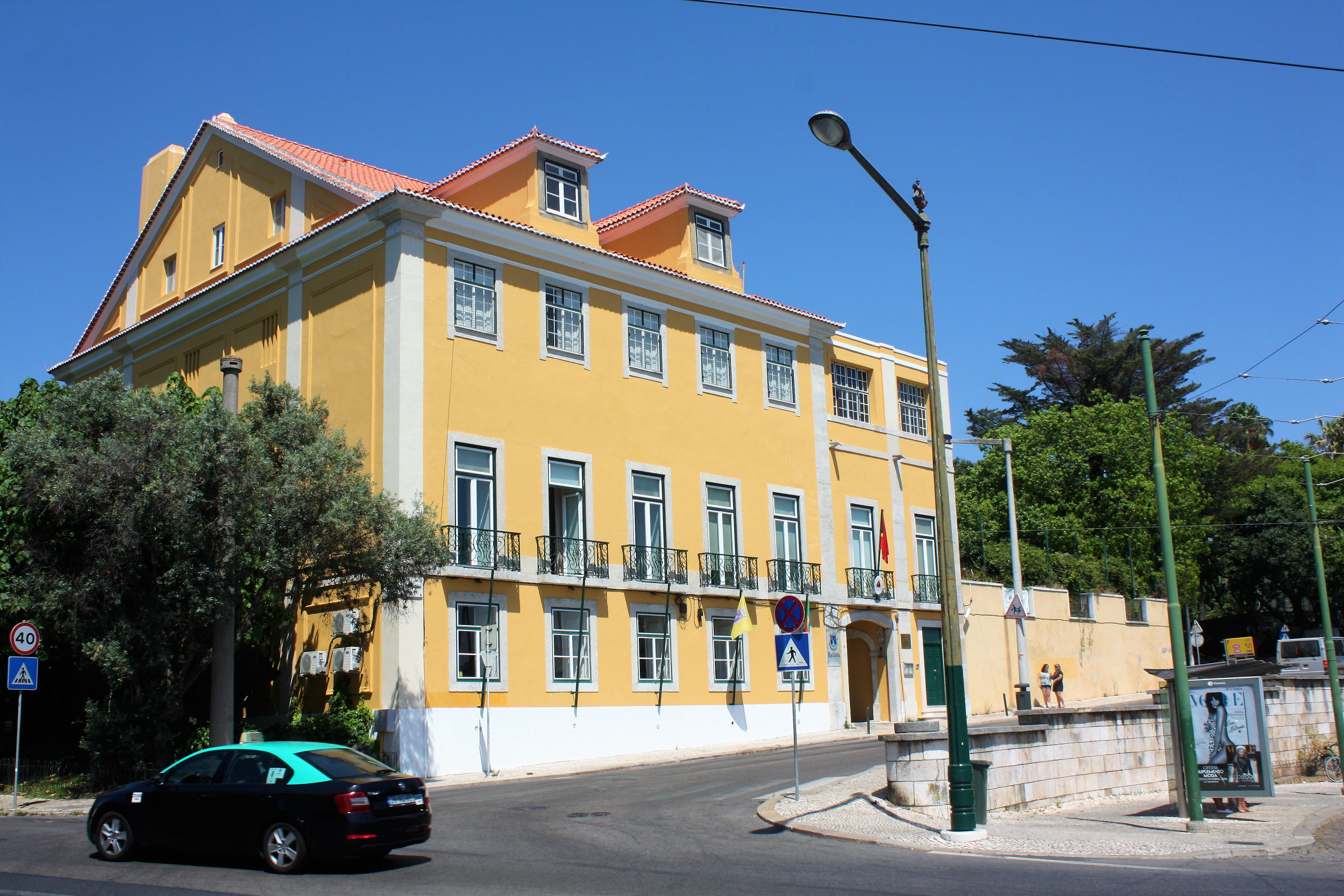
Botschaft Osttimors in Lissabon

Zur ehemaligen Kolonialmacht Portugal bestehen enge Beziehungen. Portugal leistet Entwicklungshilfe (1999–2007 472 Millionen US-Dollar, 2007–2010 60 Millionen Euro) und ist der wichtigste Geldgeber im Erziehungs- und Justizsektor.

### Rumänien
Osttimor und Rumänien nahmen am 20. Dezember 2002 diplomatische Beziehungen auf.

### Russland
Osttimor und Russland nahmen am 20. Mai 2002 diplomatische Beziehungen auf. Der russische Botschafter in Jakarta ist auch für Osttimor akkreditiert.

### Saint Lucia
Am 14. November 2023 nahmen Osttimor und St. Lucia diplomatischen Beziehungen miteinander auf.

### Saint Vincent und die Grenadinen
Stand 2021 hatten Osttimor und St. Vincent und die Grenadinen noch keine diplomatischen Beziehungen aufgenommen.

### Salomonen
Osttimor und Salomonen nahmen am 21. Dezember 2011 diplomatische Beziehungen auf.

### Samoa
Osttimor und Samoa nahmen am 27. Juli 2004 diplomatische Beziehungen auf.

### San Marino
Osttimor und San Marino nahmen am 9. November 2004 diplomatische Beziehungen auf.

### São Tomé und Príncipe
Osttimor und São Tomé und Príncipe sind beide Mitglied in der CPLP und den g7+-Staaten.

### Saudi-Arabien

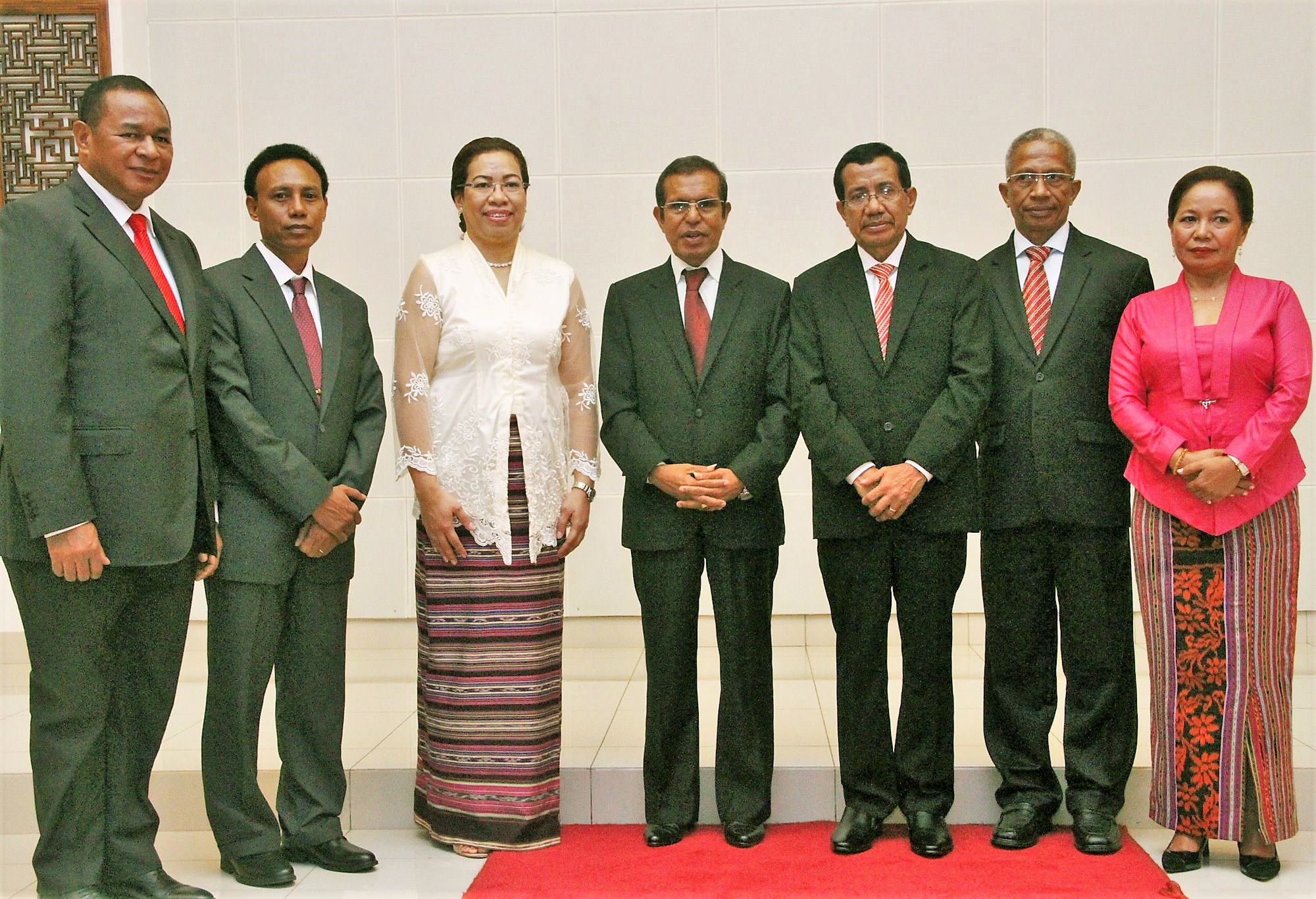
2015 von Präsident Taur Matan Ruak ernannte Botschafter

Osttimor und Saudi-Arabien nahmen am 29. Januar 2015 diplomatische Beziehungen auf.

### Schweden
Schweden hat Osttimor als eines der Kernländer für seine Entwicklungshilfe ausgewählt. Diplomatische Beziehungen wurden am 20. Mai 2002 aufgenommen. Für Osttimor ist die schwedische Botschaft in Jakarta zuständig.

### Schweiz
Osttimor und die Schweiz nahmen am 16. September 2002 diplomatische Beziehungen auf.

### Senegal
Senegal beteiligte sich an UNMISET und UNMIT mit Personal. Bisher haben die beiden Staaten aber offiziell noch keine diplomatischen Beziehungen aufgenommen.

### Serbien
Serbien verweigerte lange Zeit die Aufnahme von diplomatischen Beziehungen, da Osttimor die Unabhängigkeit des Kosovo anerkannt hat. Erst am 21. Dezember 2021 erfolgte die offizielle Aufnahme. Die serbische Botschaft in Jakarta ist für Osttimor zuständig.

### Sierra Leone
Osttimor und Sierra Leone sind beides Gründungsmitglieder der g7+.

### Singapur
Osttimor und Singapur nahmen am 20. Mai 2002 diplomatische Beziehungen auf.

### Slowakei
Am 17. Oktober 2002 nahmen Osttimor und die Slowakei diplomatische Beziehungen auf.

### Slowenien
Osttimor und Slowenien nahmen am 3. April 2003 diplomatische Beziehungen auf.

### Spanien
Osttimor und Spanien nahmen am 20. Mai 2002 diplomatische Beziehungen auf. Für Osttimor ist die spanische Botschaft in Jakarta zuständig. Außerdem hat die Agencia Española de Cooperación Internacional para el Desarrollo (AECID) in Dili einen Sitz.

### Sri Lanka
Sri Lanka unterstützte Osttimor bei der UNMISET und der UNMIT. Diplomatische Beziehungen nahmen die Länder am 4. Mai 2022 auf.

### Südafrika
Osttimor und Südafrika haben diplomatische Beziehungen. Osttimor nahm sich das afrikanische Land als Vorbild zur Aufarbeitung seiner Geschichte zwischen 1975 und 1999.

### Südkorea
Osttimor und Südkorea nahmen im Mai 2002 diplomatische Beziehungen auf.

### Südsudan

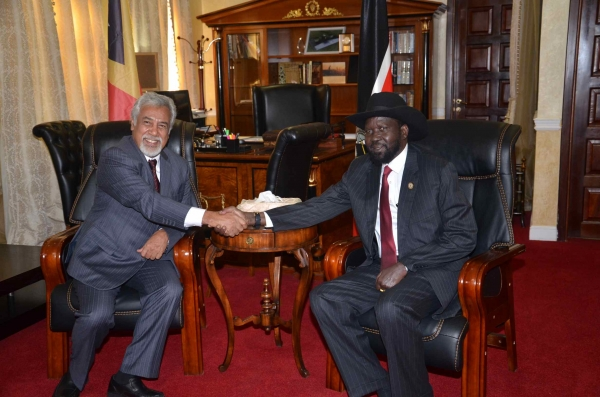
Xanana Gusmão und Salva Kiir Mayardit (2012)

Osttimor und der Südsudan nahmen am 13. Oktober 2011 diplomatische Beziehungen auf.

### Syrien
Osttimor und Syrien haben diplomatische Beziehungen. In Syrien vertritt Osttimors Honorarkonsul in Beirut das südostasiatische Land. Die Botschaft Syriens in Jakarta ist für die konsularische Betreuung in Osttimor zuständig.

### Tadschikistan
Osttimor und Tadschikistan nahmen am 4. Oktober 2005 diplomatische Beziehungen auf.

### Thailand

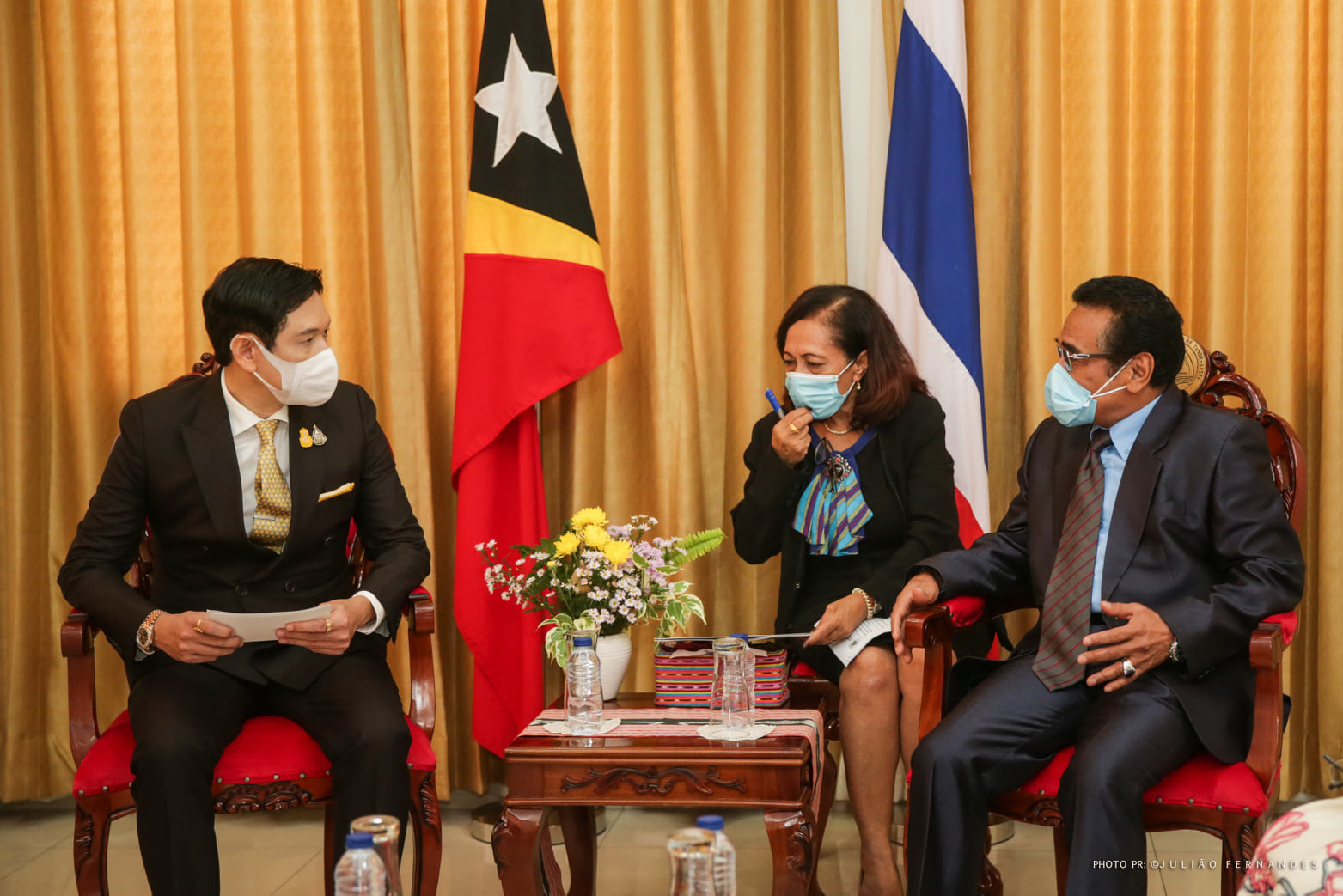
Empfang von Botschafter Ekapol Poolpipat (2021)

Thailand ist Mitglied der ASEAN und unterstützte Osttimor mit Militär bei den UN-Missionen. Die Aufnahme diplomatischer Beziehungen erfolgte am 20. Mai 2002.

### Togo
Osttimor und Togo haben diplomatische Beziehungen. Beide Staaten sind Mitglied der g7+

### Tonga
Osttimor und Tonga nahmen am 26. November 2002 diplomatische Beziehungen auf.

### Trinidad und Tobago
Osttimor und Trinidad und Tobago nahmen am 25. September 2013 diplomatische Beziehungen auf.

### Tschechien
Osttimor und Tschechien nahmen 2002 diplomatische Beziehungen auf.

### Türkei
Osttimor und die Türkei nahmen am 20. Mai 2002 diplomatische Beziehungen auf. 2003 übergab erstmals der türkische Botschafter in Jakarta seine Akkreditierung für Osttimor. Osttimor hat Honorarkonsule in Ankara und Istanbul.

### Tuvalu
Osttimor und Tuvalu nahmen am 8. September 2012 diplomatische Beziehungen auf.

### Uganda
Osttimor und Uganda nahmen am 13. August 2024 diplomatische Beziehungen auf.

### Ukraine

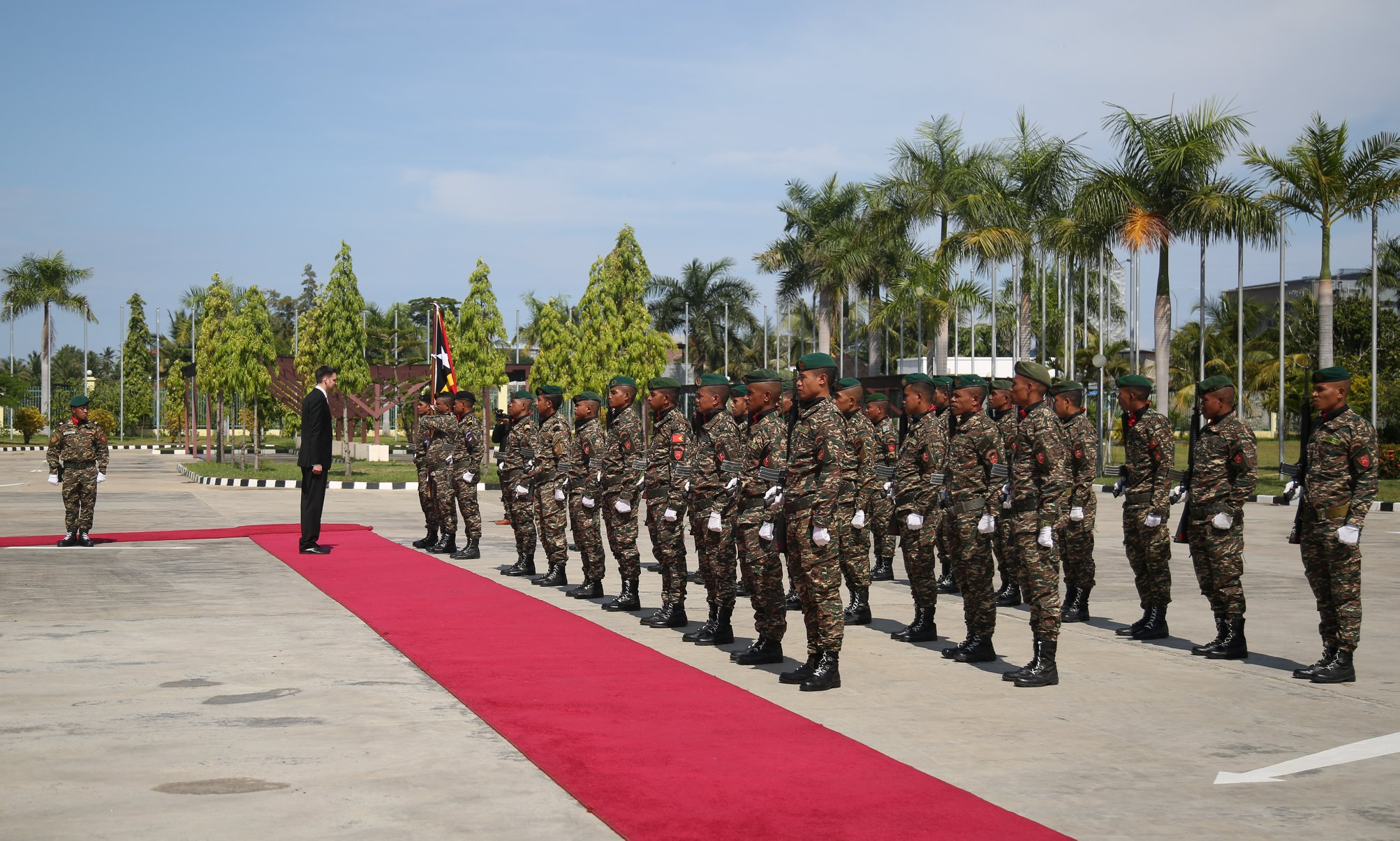
Der ukrainische Botschafter Oleksandr Netschytajlo nimmt die osttimoresische Ehrenformation ab (2020)

Am 27. September 2003 unterzeichneten der Außenminister ukrainische Kostjantyn Hryschtschenko und sein osttimoresischer Amtskollege José Ramos-Horta in New York eine Vereinbarung über die Aufnahme diplomatischer Beziehungen.

### Ungarn
Osttimor und Ungarn nahmen 2003 diplomatische Beziehungen auf.

### Uruguay
Uruguay beteiligte sich an mehreren UN-Missionen in Osttimor.

### Vanuatu
Osttimor erhielt bereits während der indonesischen Besatzung diplomatische Unterstützung durch Vanuatu. Zudem entsandte Vanuatu Polizeibeamten für die UN-Missionen in Osttimor.

### Venezuela
Venezuela hat einen Botschafter, der für Osttimor akkreditiert ist, im australischen Canberra. Diplomatische Beziehungen wurden 2005 aufgenommen.

### Vereinigte Arabische Emirate
Osttimor und die Vereinigten Arabischen Emirate nahmen am 13. November 2009 diplomatische Beziehungen auf.

### Vereinigtes Königreich
Seit 2002 bestehen diplomatische Beziehungen zwischen Osttimor und dem Vereinigten Königreich.

### Vereinigte Staaten

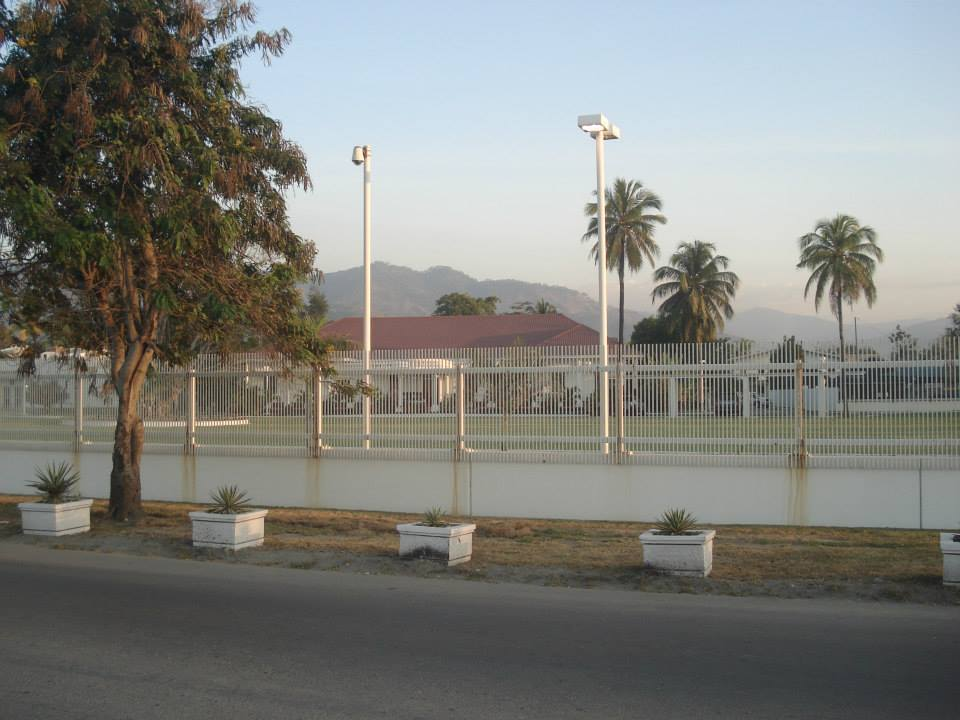
Botschaft der Vereinigten Staaten in Dili

Die Vereinigten Staaten unterstützten zunächst Indonesien bei seiner Besetzung Osttimors. Erst nach Ende des Kalten Krieges, änderten die USA ihre Politik. Sie unterstützte die verschiedenen UN-Missionen und das Land beim Staatsaufbau. Zwischen 1999 und 2007 leisteten die USA Entwicklungshilfe für Osttimor im Wert von 86 Millionen US-Dollar. Die USA haben eine Botschaft in Dili, ebenso Osttimor in Washington, D. C. Außerdem hat Osttimor einen Ständigen Vertreter bei den Vereinten Nationen in New York.

### Vietnam
Schon zu Zeiten der Dong-Son-Kultur (etwa 800 v. Chr. – 200 n. Chr.) gab es zwischen den Regionen Handelskontakte. Vietnam war eines von zwölf Ländern, die die Unabhängigkeitserklärung Osttimors 1975 anerkannten. Bereits direkt nach Ende der indonesischen Besetzung 1999 und vor der Entlassung Osttimors in die Unabhängigkeit 2002 nahmen die beiden Länder am 21. Oktober 1999 diplomatische Beziehungen auf. Die Botschaft Osttimors in Hanoi wurde im April 2012 eröffnet. Vietnam unterhält in Dili keine Botschaft. Zuständig ist der Botschafter im indonesischen Jakarta.

### Westsahara
Osttimor und die Demokratische Arabische Republik Sahara (Westsahara) sehen Gemeinsamkeiten in der Geschichte als besetztes Land, weswegen Osttimor die Westsahara diplomatisch unterstützt. 2010 eröffnete die Westsahara in Dili eine Botschaft.

### Zypern (Republik)
Osttimor und die Republik Zypern nahmen am 20. Juni 2002 diplomatische Beziehungen auf.